# アンディ・マリー
- アンディ・マレー

サー・アンドリュー・バロン・"アンディ"・マリー（Sir Andrew Barron "Andy" Murray, 英語発音: [ˈændruː ˈændi ˈmʌri], 1987年5月15日 - , OBE）は、スコットランド・ダンブレーン出身、イギリス国籍の元男子プロテニス選手。ATPランキング自己最高位はシングルス1位、ダブルス51位。これまでにATPツアーでシングルス46勝、ダブルス3勝を挙げている。身長190cm、体重84kg。右利き、バックハンド・ストロークは両手打ち。「アンディ・マレー」とする表記も多い。
ロンドンオリンピックとリオデジャネイロオリンピックにおいて、シングルス選手としては男女通じて初のオリンピック連覇を達成。グランドスラムでは3度の優勝経験があり、特にウィンブルドン選手権では2013年にイギリス人選手77年ぶりの優勝者となった。ATPマスターズ1000優勝14回。生涯獲得賞金ランキング歴代4位。
ロジャー・フェデラー、ラファエル・ナダル、ノバク・ジョコビッチと共にBIG4と称される。
1歳年上の兄ジェイミー・マリーもプロテニス選手で、ダブルスの元世界ランキング1位。

## 選手経歴

### ジュニア時代
アンディ・マリーはスコットランドのナショナル・コーチを務めていた母親のジュディ・マリーの手ほどきにより、3歳からテニスを始めた。少年時代はサッカーでも才能があり、スコットランドの名門サッカークラブ「グラスゴー・レンジャーズ」からスカウトを受けたこともあるが、テニスに専念する。

### 2003年 フューチャーズ初優勝
2003年からATPチャレンジャーツアー、フューチャーズサーキットに出場し始める。彼の初大会であるマンチェスターチャレンジャーでベスト8入り。グラスゴーフューチャーズで初タイトルを獲得した。エディンバラフューチャーズでもベスト4入り。2004年7月にノッティンガムのチャレンジャー大会に出場するも2回戦でジョー＝ウィルフリード・ツォンガに敗れる。ハティバとローマの大会には優勝した。

### 2004年 ジュニア世界2位
2004年全米オープンの男子ジュニアシングルス部門で優勝。オーストリア戦のデビスカップイギリス代表に選ばれるも出場はなかった。この年BBC Young Sports Personality of the Yearを受賞。2003年には世界ジュニアランキングでシングルス6位、ダブルス8位。2004年には2位にランクインした。

### 2005年 プロ転向
2005年全仏オープンまではジュニア選手の大会にも出場したが、この年からプロテニス選手として本格的な活動を始め、地元のウィンブルドン選手権大会で4大大会の本戦にデビューした。初出場のウィンブルドンでダビド・ナルバンディアンとの3回戦に勝ち進み、マリーはイギリスの新しい才能として期待を集めた。続く全米オープンでは2回戦でアルノー・クレマンに敗れたが、9月末にタイ・オープンで初のツアー大会決勝進出を果たす。2005年末には世界ランキングを一気に64位まで上げ、10代の男子テニス選手としてはノバク・ジョコビッチに続く高いポジションにつけた。

### 2006年 ツアー初優勝
2006年2月13日、アンディ・マリーはSAPオープンの決勝でレイトン・ヒューイットを2-6, 6-1, 7-6で破り、18歳9ヶ月でツアー初優勝を果たす。4大大会でも、2度目のウィンブルドンでは3回戦でアンディ・ロディックとの“アンディ対決”を7-6, 6-4, 6-4で制してさらに評価を高めたが、4回戦でマルコス・バグダティスに3-6, 4-6, 6-7のストレートで敗れた。8月のシンシナティ・マスターズでは、2回戦で当時ランク1位のロジャー・フェデラーに勝利する大金星を挙げ、2006年シーズンにナダル以外で、フェデラーから勝利をあげた唯一の選手となった。全米オープンで第17シードを得たマリーは、ニコライ・ダビデンコとの4回戦まで勝ち進み、一気に世界ランキング16位まで上昇した。

### 2007年 トップ10入り
全豪オープンで第15シードを得たマリーは、4回戦で第2シードのラファエル・ナダルに7-6, 4-6, 6-4, 3-6, 1-6のフルセットで惜敗した。2月にSAPオープンで2連覇を達成し、10月第3週のサンクトペテルブルク・オープンでツアー3勝目を挙げた。他にもマスターズでは2度ベスト4に残った。

### 2008年 全米準優勝 マスターズ初優勝
2008年のシーズンに入り、マリーは5つのシングルス優勝を加えた。ウィンブルドンでは初めて準々決勝に駒を進めたが、ナダルに3-6, 2-6, 4-6のストレートで完敗した。ウィンブルドン終了後、7月末のシンシナティ・マスターズでは第8シードで出場。サム・クエリー、ドミトリー・トゥルスノフ、カルロス・モヤ、イボ・カロビッチを破り決勝進出。決勝で第3シードで同い年のジョコビッチを破り、ATPマスターズシリーズ初優勝を達成。

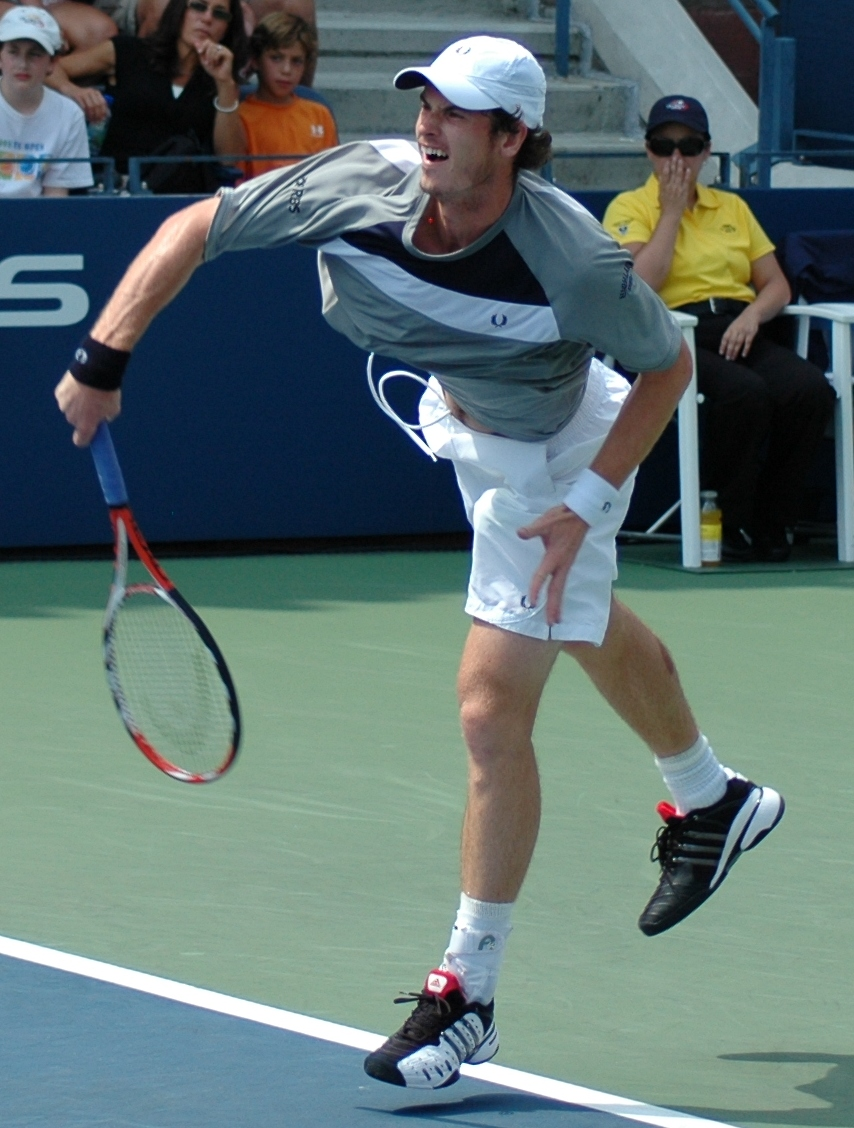
2008年全米オープンでのアンディ・マリー

全米オープンでは第6シードとしてセルヒオ・ロイトマン、ミカエル・ロドラ、ユルゲン・メルツァー 、スタン・ワウリンカに勝利。準決勝で世界ランキング1位のナダルを6-2, 7-6, 4-6, 6-4で破って決勝進出を決めた。初進出の決勝戦では、第2シードのフェデラーに2-6, 5-7, 2-6で敗れて準優勝になった。10月のマドリード・マスターズでは第4シードで出場。シモーネ・ボレッリ、マリン・チリッチ、ガエル・モンフィス、第2シードのフェデラーを破り決勝進出。決勝ではジル・シモンを6-4, 7-6で勝利し優勝。マスターズ2勝目を挙げる。年間最終戦であるテニス・マスターズ・カップに初出場。フェデラー、ロディック、ジル・シモンに勝利し3勝0敗でラウンドロビン通過するも準決勝でダビデンコに敗北。最終的には世界ランキング4位で終える。

### 2009年 世界2位

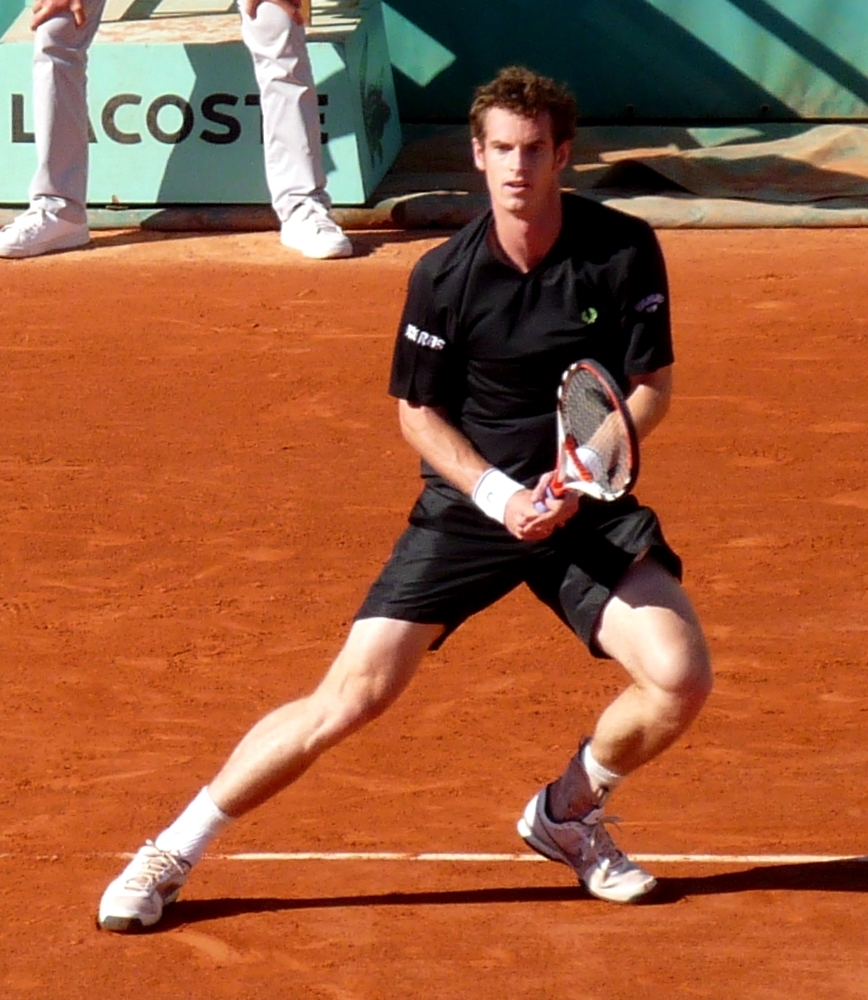
2009年全仏オープンでのアンディ・マリー

5月のインディアンウェルズ・マスターズでは第4シードで出場。トミー・ロブレド、イワン・リュビチッチ、第2シードのフェデラーを破り決勝でラファエル・ナダルに敗れ準優勝。第4シードで出場したマイアミ・マスターズではフェルナンド・ベルダスコ、フアン・マルティン・デル・ポトロ、ジョコビッチを破り優勝。マスターズ3勝目を挙げる。ウィンブルドン選手権では、地元の期待を背負いながら初の準決勝に進出したが、第6シードのロディックに4-6, 6-4, 6-7(7), 6-7(5)で敗れて決勝進出を逃した。
ロジャーズ・カップでは第3シードで出場。フアン・カルロス・フェレーロ、ダビデンコ、ジョー＝ウィルフリード・ツォンガ、デルポトロを破り優勝。マスターズ4勝目を挙げた。同年8月17日付の男子ツアーシングルス世界ランキングで、マリーは初めて世界ランキング2位となり、両膝の故障で戦線を離脱していたナダルを抜いた。しかし、前年度に準優勝の成績を出した全米オープンでは4回戦でマリン・チリッチに敗れ、ここでいったん世界ランキングが後退した。年末ランキングでは2年連続4位となる。
フェデラー/ナダル2強に対して、2008年全豪優勝ジョコビッチ、2009年全仏準優勝セーデリング、2009年最終戦優勝ダビデンコ、2009年全米優勝デルポトロ共に次世代No.1候補になった年である。

### 2010年 ホップマン杯・全豪準優勝

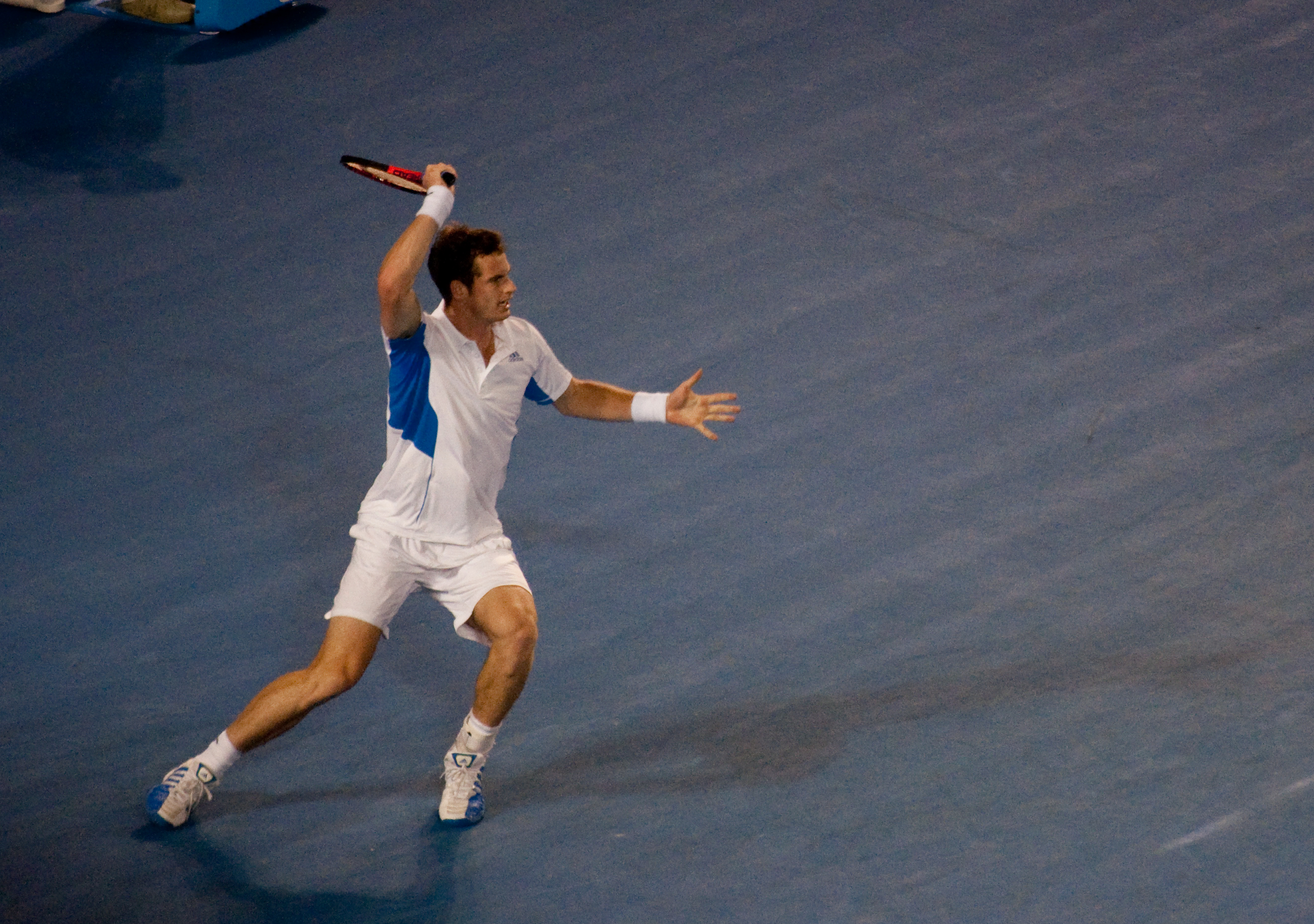
2010年全豪オープンでのアンディ・マリー

ホップマンカップではローラ・ロブソンとペアを組み出場。カザフスタン、ドイツ、ロシアを破り決勝進出するも決勝でスペインに敗れる。2010年の全豪オープンでは、ジョン・イスナー、第2シードのナダル、マリン・チリッチを破り、イギリス人男子選手として1977年12月のジョン・ロイド以来33年ぶりの決勝進出を決めた（1977年度の全豪オープンは、年頭の1月開催と年末の12月開催の2度行われ、ロイドの決勝進出は年末開催のイベントだった）。この決勝戦でも再びフェデラーに3-6, 4-6, 6-7(11)のストレートで敗れ、初優勝はならなかった。
全仏オープンでは4回戦でトマーシュ・ベルディハに敗れる。ウィンブルドン選手権ではジル・シモン、サム・クエリー、ツォンガに勝利しナダルに敗れるも2年連続ベスト4入り。ロジャース・カップではガエル・モンフィス、ダビド・ナルバンディアン、第1シードのナダルらを破り決勝進出。決勝ではフェデラーを7-5, 7-5で勝利し2連覇達成。全米オープンはワウリンカに敗れ3回戦敗退。上海マスターズではジェレミー・シャルディー、ツォンガ、フアン・モナコらを破り決勝進出。決勝でフェデラーに6-3, 6-2で勝利しマスターズ6勝目を挙げる。2010年ツアーで5360ポイントを稼ぎ第5位の成績でATPワールドツアー・ファイナルズに出場。ラウンドロビンはフェデラーに敗れるもロビン・セーデリング、ダビド・フェレールに勝利し準決勝進出。準決勝でナダルに6-7, 6-3, 6-7で敗れる。

### 2011年 マスターズ8勝目
全豪オープンで2年連続となる決勝に進出したが、ジョコビッチに4–6, 2–6, 3–6のストレートで敗れ4大大会3度目の準優勝となった。年末世界ランキング3年連続4位となる。全仏オープンで初めてのベスト4に進出したが、ナダルに4-6, 5-7, 4-6で敗れた。
ウィンブルドン選手権で3年連続の準決勝に進出したが、またもナダルに7-5, 2-6, 2-6, 4-6で敗れた。
ウィンブルドン後のデビスカップではルクセンブルクのローラン・ブランに6-0, 6-0, 6-0で勝利し、オープン化後以降8人目のトリプルベーグル達成者となった。
マスターズ1000では第4シードで出場したシンシナティ・マスターズではジル・シモン、マーディ・フィッシュらを破り決勝進出。決勝では第1シードのジョコビッチに勝利し3年ぶりの優勝。
全米オープンでも準決勝に進出し、2011年の4大大会全てでベスト4以上に進出したが、準決勝でナダルに4-6, 2-6, 6-3, 2-6で敗れた。年間での4大大会すべてベスト4入りは男子史上7人目。

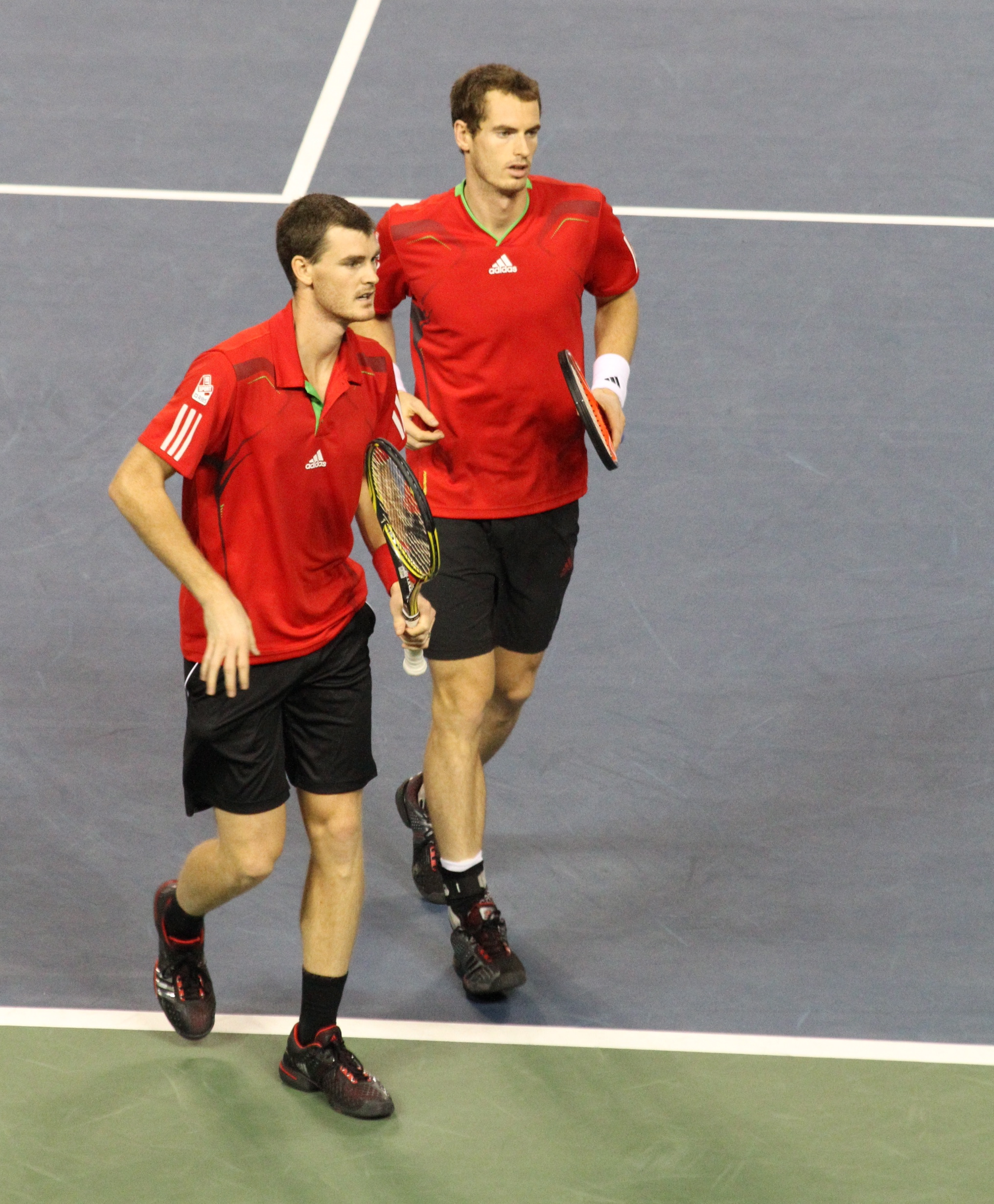
2011年楽天ジャパン・オープンでのアンディ・マリー(右)とジェイミー・マリー(左)

秋のアジアシリーズではタイ・オープン、ジャパン・オープン・テニス選手権で2大会連続優勝を果たし、第2シードで出場した上海マスターズはスタン・ワウリンカ、マシュー・エブデン、錦織圭らを破り決勝進出。決勝ではフェレールに7-5, 6-4で勝利し優勝。しかし最終戦のATPワールドツアー・ファイナルズではフェレールとの1試合目を落とした後、太もも付け根の負傷のため大会を棄権した。最終世界ランキング4年連続4位となる。

### 2012年 全米初優勝 五輪金メダル獲得

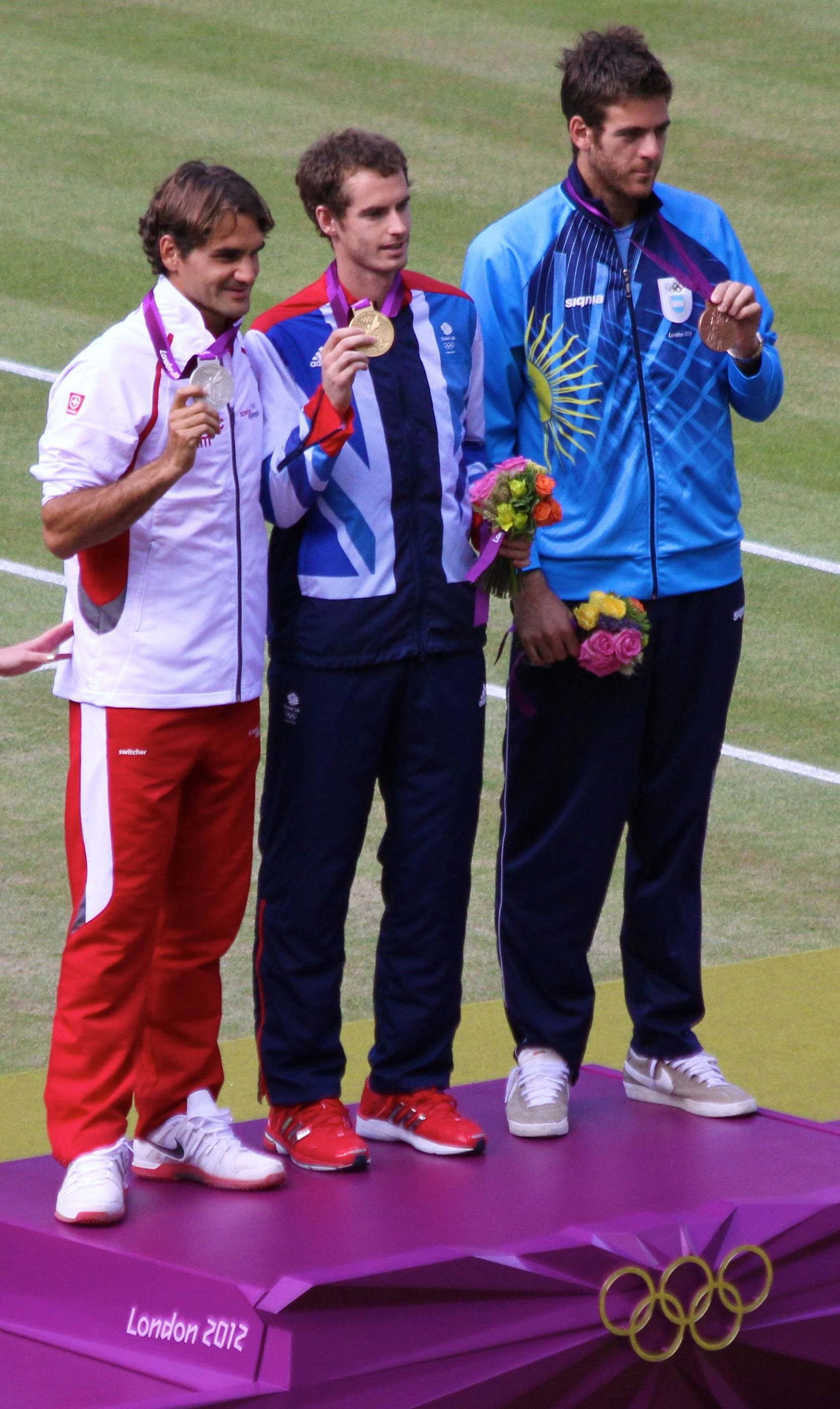
ロンドンオリンピックで金メダル獲得を果たしたアンディ・マリー（中央）

2012年は1月にコーチとして往年の名選手でもあるイワン・レンドルを招聘した。全豪オープンでは準々決勝で錦織圭に6-3, 6-3, 6-1で快勝したが、準決勝でジョコビッチに3-6, 6-3, 7-6(4), 1-6, 5-7 で競り負けた。ウィンブルドンでは、イギリス人選手としては74年ぶりの決勝進出を果たすも、フェデラーに6-4, 5-7, 3-6, 4-6で敗れ、1936年大会のフレッド・ペリー以来の優勝を逃した。それでも、続くロンドン五輪ではスタニスラス・ワウリンカ、ヤルコ・ニエミネン、マルコス・バグダティス、ニコラス・アルマグロ、ジョコビッチを破り決勝進出。決勝でフェデラーを6-2, 6-1, 6-4で破り、地元開催のオリンピックで金メダルを獲得した。イギリス人選手の金メダリストはジョシア・リッチー以来104年ぶりとなる。また、ローラ・ロブソンとのペアで出場した混合ダブルスでは銀メダルを獲得した。

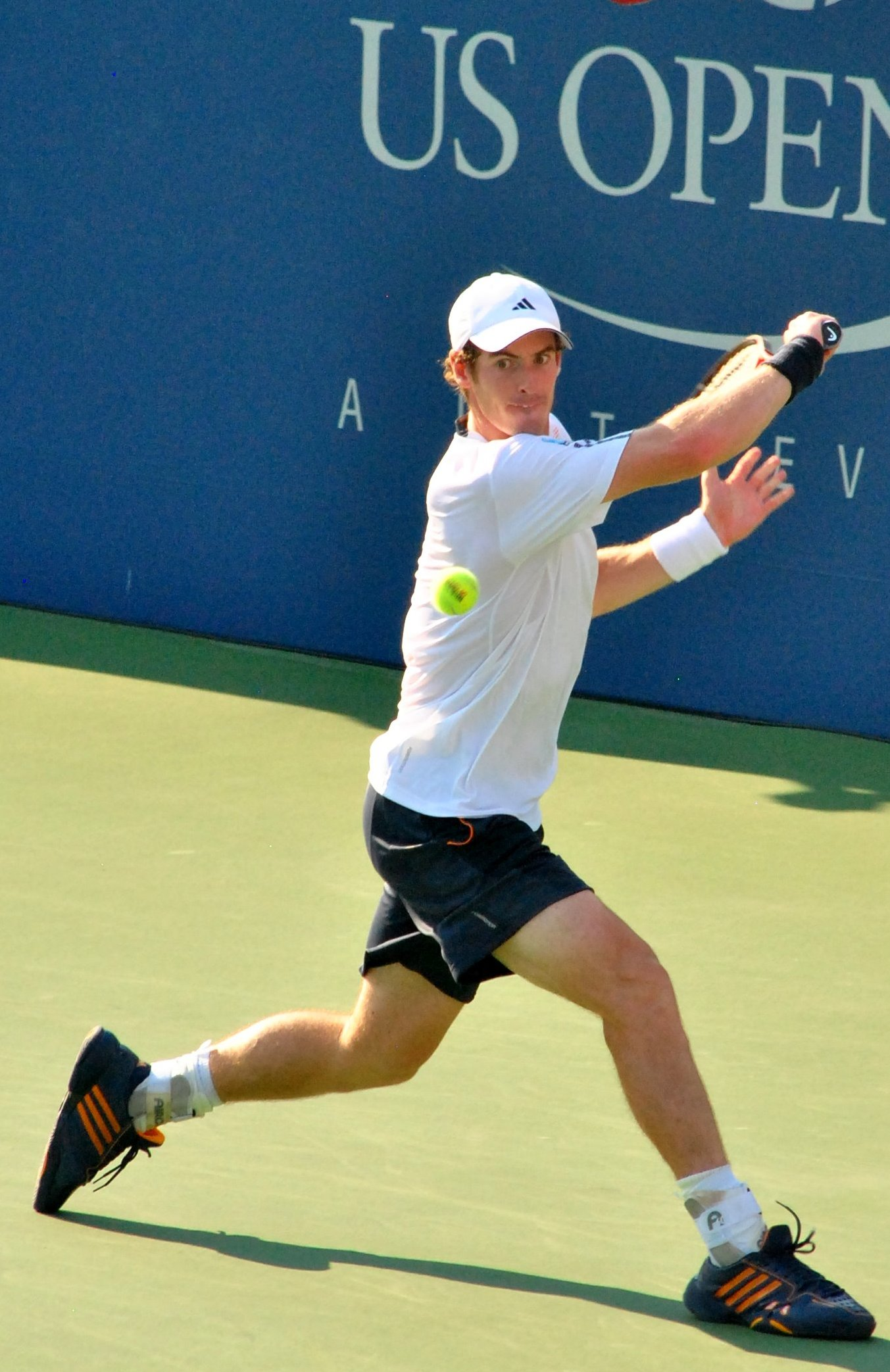
2012年全米オープンでのアンディ・マリー

全米オープンではアレックス・ボゴモロフ・ジュニア、イワン・ドディグ、フェリシアーノ・ロペス、ミロシュ・ラオニッチ、マリン・チリッチ、トマーシュ・ベルディハを破り決勝進出。決勝でジョコビッチを7-6, 7-5, 2-6, 3-6, 6-2全米決勝史上最長タイの4時間54分に及ぶ激闘を制し、4大大会5度目・初の決勝進出から4年越しでの悲願のグランドスラムタイトルを手に入れた。グランドスラム制覇はイギリス人としては1936年のフレッド・ペリー以来で、スコットランド生まれとしては初の選手であった。また、グランドスラムを制覇したことでBIG4の一員として認められるようになった。
その後の上海マスターズでは決勝でジョコビッチに7-5, 6-7(11), 3-6とマッチポイントを握るも敗退し3連覇とはならなかった。ATPワールドツアー・ファイナルズではトマーシュ・ベルディハ、ツォンガに勝利しラウンドロビンを突破するも準決勝でフェデラーに敗退した。最終世界ランキングで初めてナダルを上回り3位となる。

### 2013年 ウィンブルドン初優勝

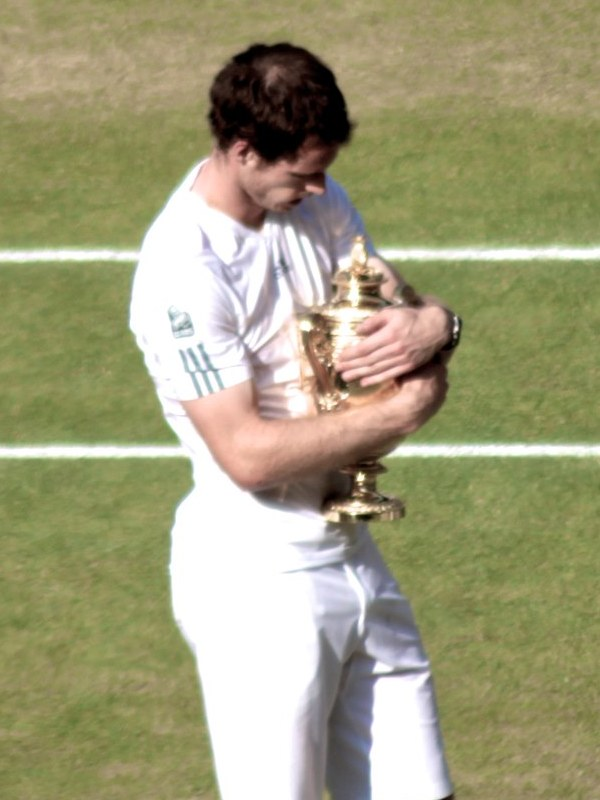
2013年ウィンブルドン選手権で悲願の初優勝を遂げたアンディ・マリー

2013年年初に行われたブリスベン国際では決勝で若手のグリゴール・ディミトロフを下し2連覇。全豪オープンでは準決勝でフェデラーにフルセットで勝利したが、決勝ではジョコビッチにセットカウント1-3で敗退し準優勝に終わる。3月のソニー・エリクソン・オープンでは第2シードで出場。バーナード・トミック、グリゴール・ディミトロフ、アンドレアス・セッピ、マリン・チリッチ、リシャール・ガスケを破り決勝進出。決勝でフェレールを2-6, 6-4, 7-6で下し2009年以来4年ぶりの優勝。また、マスターズ1000の優勝は2011年上海マスターズ以来となる。
クレーコートシーズンのマスターズ3大会は、2回戦敗退や3回戦敗退など早期敗退が目立った。全仏オープンは腰の痛みにより欠場し、4大大会連続決勝進出も3大会でストップ。9大会連続ベスト8入りもストップした。復帰後のエイゴン選手権決勝でマリン・チリッチを下しシーズン3勝目を挙げた。
ウィンブルドンではベンヤミン・ベッカー、盧彦勳、トミー・ロブレド、ミハイル・ユージニー、フェルナンド・ベルダスコ、イェジ・ヤノビッチを破り決勝進出。決勝戦でジョコビッチを6-4, 7-5, 6-4で破り、1936年のフレッド・ペリー以来77年ぶりとなる悲願の地元ウィンブルドン優勝を達成した。
ディフェンディングチャンピオンとして臨んだ全米オープンでは準々決勝でスタン・ワウリンカに敗れた。9月のデビスカップに出場した後、腰の手術を理由にシーズンを終了した。最終世界ランキングは4位につけた。

### 2014年 ツアー30勝目 トップ10陥落
カタールオープンからシーズンを開始した。1月22日、第4シードで臨んだ全豪オープンでは準々決勝で第6シードのフェデラーに敗れベスト8。3月にはイワン・レンドルとのコーチ契約を終了した。6月7日、全仏オープンでは大会第1シードのナダルに6-3, 6-2, 6-1で敗退しベスト4。全仏オープン後に女子テニス元世界ランク1位のアメリ・モレスモをコーチとして招聘した。女性が男子のトッププレーヤーのコーチに就任するのは異例の事態で、物議を醸した。7月3日、前回王者として望んだウィンブルドンでは準々決勝で第11シードのグリゴール・ディミトロフに敗れベスト8に終わる。ウィンブルドンでベスト4に上がれなかったのは2008年以来6年ぶり。9月4日、全米オープンに大会準々決勝で第1シードのノバク・ジョコビッチに敗れベスト8。9月28日、深圳オープンでトミー・ロブレドを5-7, 7-6, 6-1で下し、昨年のウィンブルドン以来、1年以上ぶりに優勝した。10月19日エルステ・バンク・オープンでフェレールとの接戦を制し、5-7, 6-2, 7-5で勝利しての優勝。ATPポイントで11位から8位に浮上。10月26日、バレンシア・オープンでシングルス決勝でトミー・ロブレドに3-6, 7-6, 7-6で競り勝ち、シングルス通算31回目のタイトルを手にした。ATPポイントで5位に浮上。その他ATPマスターズ1000では5つのベスト8を飾り世界6位の成績で自身7度目のATPワールドツアー・ファイナルズ出場を決めた。ATPワールドツアー・ファイナルズでは1勝2敗でラウンドロビン敗退となった。

### 2015年 デビス杯初優勝 世界2位復帰

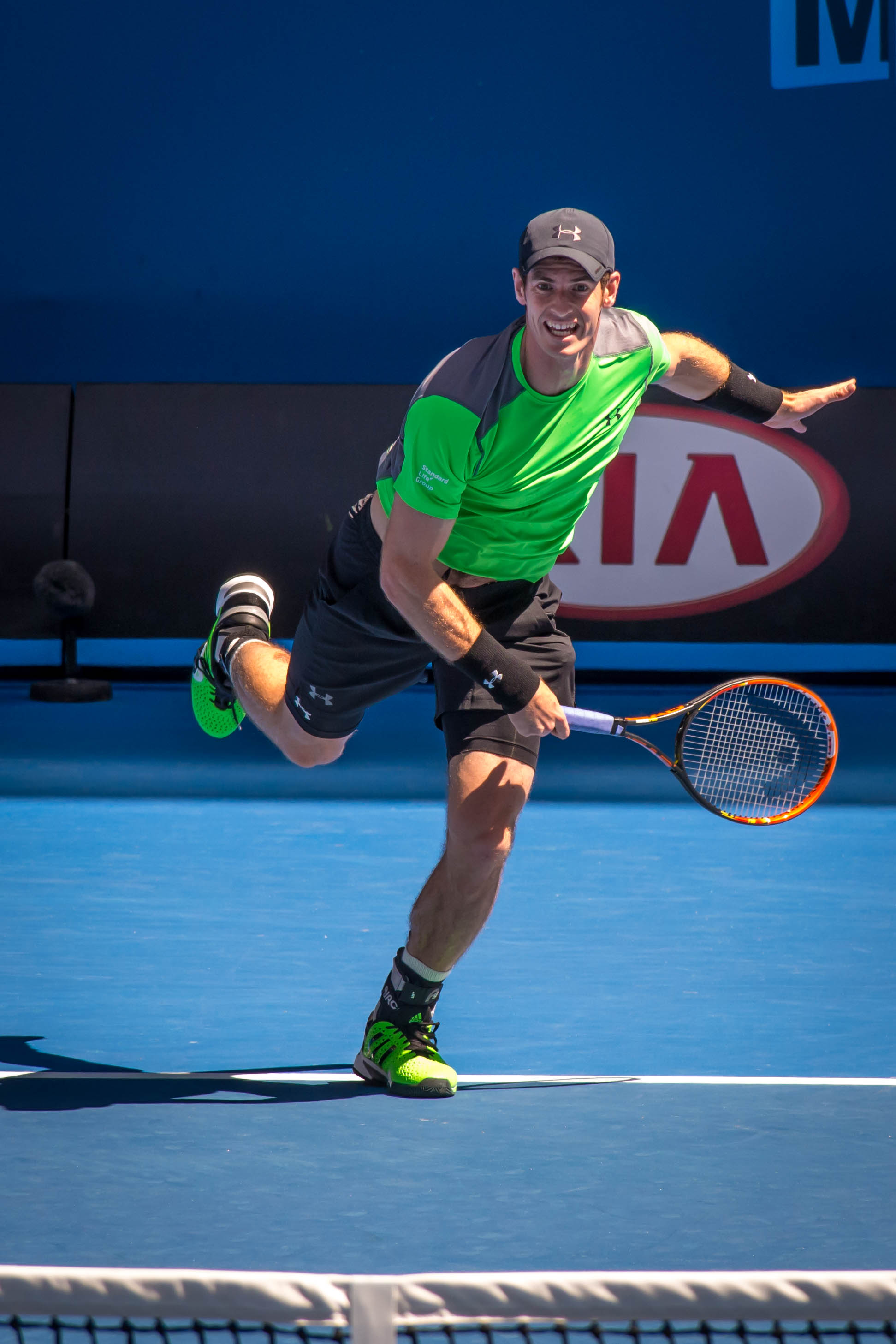
2015年全豪オープンでのアンディ・マリー（1）

全豪オープンでグリゴール・ディミトロフ、ニック・キリオス、トマーシュ・ベルディハらを破り2年ぶり4度目の決勝進出。決勝でノバク・ジョコビッチに敗れ、グランドスラムでは6回目の準優勝となった。全豪での準優勝4回はオープン化以降最多記録。2月23日、世界ランキングでナダルを上回り、2013年10月以来の世界3位となった。

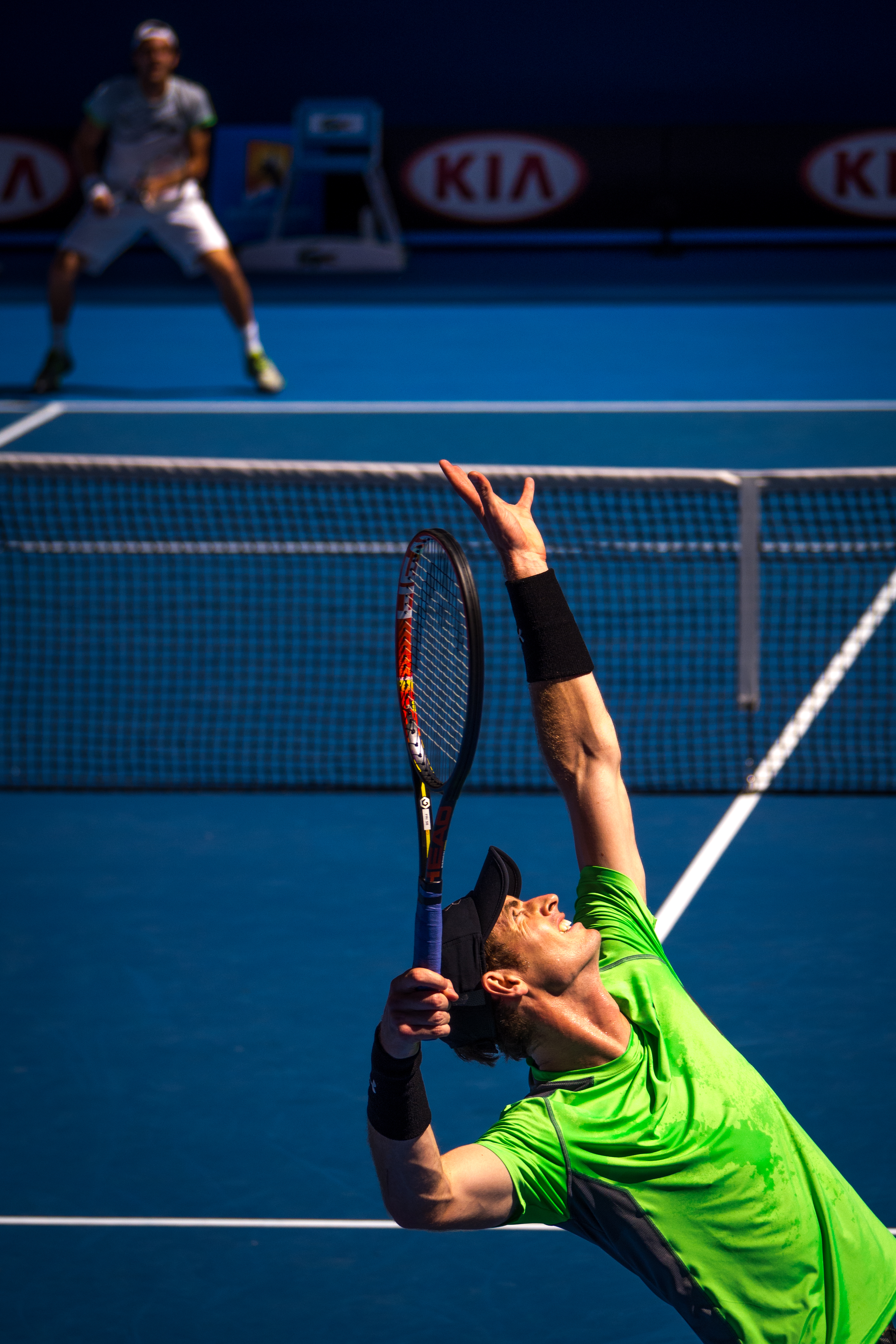
2015年全豪オープンでのアンディ・マリー（2）

3月19日BNPパリバ・オープンシングルス準々決勝が行われ第12シードのフェリシアーノ・ロペスを6-3, 6-4のストレートで下し、6年ぶり2度目のベスト4進出。この勝利により通算497勝目をあげ、ティム・ヘンマンを抜きオープン化以降イギリス人選手最多勝利を記録した。3月31日、マイアミ・オープン4回戦で第15シードのケビン・アンダーソンを6-4, 3-6, 6-3のフルセットで下し、ベスト8進出したと共に、オープン化以降46人目となるキャリア500勝を達成した。同大会2009, 2013年優勝のマリーは4年連続6度目のベスト8進出となる。決勝まで進むもジョコビッチに敗れた。
5月でのBMWオープンで決勝において地元ドイツ出身のフィリップ・コールシュライバーを7-6, 5-7, 7-6のフルセットで下し、自身初のクレーコート大会での優勝を飾った。その翌週のマドリード・オープンでは準決勝で昨年準優勝の錦織圭に勝利。決勝では大会2連覇中のナダルを6-3, 6-2で勝利し同大会2008年以来2度目・マスターズ1000では2年ぶり10回目の優勝。マスターズ1000のクレーコートでの優勝は初。またナダルにはクレーコートでの初勝利を挙げた。BNLイタリア国際では連戦による疲労のため3回戦の前に棄権した。全仏オープンでは準々決勝でフェレールにクレーコートで初勝利し、2年連続のベスト4進出、準決勝ではジョコビッチに3-6, 3-6, 7-5, 7-5, 1-6のフルセットで敗れた。
6月のエイゴン選手権では決勝でケビン・アンダーソンを破り優勝、ウィンブルドン選手権ではイボ・カロビッチ、バセク・ポシュピシルらを破りベスト4に進出するも準決勝でフェデラーに5-7, 5-7, 4-6のストレートで敗れた。8月のシティ・オープンでは第1シードで出場するも初戦でティムラズ・ガバシュビリに4-6, 6-4, 6-7(4)で敗れ、2年ぶりの初戦敗退を喫した。翌週のロジャーズ・カップでは、準々決勝で前回王者のツォンガに6-4, 6-4で、準決勝で錦織圭に6-3, 6-0で勝利、決勝でジョコビッチに6-4, 4-6, 6-3で勝利し同大会5年ぶりの優勝を果たし、世界ランキングは2013年8月以来約2年ぶりの2位となった。翌週のシンシナティ・マスターズでは3回戦でグリゴール・ディミトロフに4-6, 7-6(3), 5-2と追い込まれるもそこから5ゲーム連取し勝利、準々決勝のリシャール・ガスケ戦でも4-6, 6-1, 6-4と苦しい立ち上がりながら準決勝に進出、しかし準決勝でフェデラーに4-6, 6-7(6)で敗れた。全米オープンでは4回戦でケビン・アンダーソンに6-7(5), 3-6, 7-6(2), 6-7(0)で敗れた。上海マスターズでは準決勝でジョコビッチに1-6, 3-6で敗れた。BNPパリバ・マスターズでは決勝に進出し、ジョコビッチに2-6, 4-6で敗れたが、レースランキングで2位となり、ATPワールドツアー・ファイナルズに第2シードでの出場が決まった。ATPワールドツアー・ファイナルズでは初戦でフェレールに6–4, 6–4で勝利するも、第2戦でナダルに4-6, 1-6で、第3戦でワウリンカに6-7, 4-6で敗れ、2年連続のラウンドロビン敗退となった。しかし、世界ランキング3位のフェデラーが優勝できなかったため、自身初の年間最終2位となった。
デビスカップ2015ではイギリス代表のエースとして活躍。初戦のアメリカ戦ではドナルド・ヤングとエースのジョン・イズナーに勝利し、準々決勝進出に貢献。準々決勝のフランス戦では第2戦のツォンガ戦に勝利。第3戦のダブルスでは兄のジェイミー・マリーと組み、マユ/ツォンガ組に勝利、第4戦のジル・シモン戦も勝利し、準決勝進出を決める。準決勝のオーストラリア戦では第1戦でタナシ・コキナキスに勝利。第3戦のダブルスでは再び兄ジェイミーと組み、グロス/ヒューイット組と対戦。フルセットにもつれるも、4-6, 6-3, 6-4, 6-7(6), 6-4で勝利。第4戦でバーナード・トミックに7-5, 6-3, 6-2で勝利し、イギリスを1978年以来の決勝に導いた。決勝のベルギー戦では第2戦でルーベン・ベーメルマンスに6-3, 6-2, 7-5で勝利。第3戦のダブルスでは三度兄ジェイミーと組み、ダルシス/ゴファン組と対戦し6-4, 4-6, 6-3, 6-2で勝利。第4戦でベルギーのエースのゴファンに6-3, 7-5, 6-3で勝利し、イギリスに79年ぶりのデビスカップ優勝をもたらした。また、デビスカップで出場全試合勝利で優勝した。シングルス8勝は1983年のマッツ・ビランデル以来。

### 2016年 悲願の世界1位 ウィンブルドン2度目の優勝 全仏準優勝 五輪2連覇
全豪オープンでは第2シードで出場。大会前より2月に第1子が出産予定のため、出産が早まった場合全豪を途中棄権することを表明していた。準決勝でミロシュ・ラオニッチに4-6, 7-5, 6-7(4), 6-4, 6-2で4時間3分の試合を制し、2年連続5度目の決勝進出。決勝でノバク・ジョコビッチと4度目の対戦で1-6, 5-7, 6-7(3)で敗れ、5度目の準優勝となり、またも初優勝とはならなかった。
2月7日に第1子が誕生。
3月のデビスカップからツアーに復帰し、日本と対戦し、第4試合で錦織圭と7-5, 7-6(6), 3-6, 4-6, 6-3の4時間54分の激戦を演じた。インディアンウェルズ・マスターズでは3回戦でフェデリコ・デルボニスに4-6, 6-4, 6-7(3)で敗れた。マイアミ・オープンでは3回戦でグリゴール・ディミトロフに7-6(1), 4-6, 3-6で敗れた。3年ぶりに出場したモンテカルロ・マスターズでは準決勝でラファエル・ナダルに敗れた。前回優勝のマドリード・オープンでは準決勝で2年連続でラファエル・ナダルを破って、2年連続の決勝進出。決勝でノバク・ジョコビッチに敗れ、連覇はならなかった。5月9日にモレスモとのコーチ契約を終了したと発表した。BNLイタリア国際では初めて決勝に進出した。決勝でジョコビッチに6-3, 6-3で3年ぶりにストレート勝ちし、またクレーでジョコビッチに初勝利をあげ、大会初優勝を果たした。全仏オープンでは序盤から苦しい戦いを強いられる。初戦は元世界ランク8位のラデク・ステパネクに第1,2セットを3-6, 3-6で取られるも、その後6-0, 6-3, 7-5で逆転勝ち。2回戦でも地元フランスのマティアス・ブルグに6-2, 2-6, 4-6, 6-2, 6-3と苦戦した。その後はイボ・カロビッチ、ジョン・イズナーにストレート勝ち。準々決勝では地元フランスのリシャール・ガスケに5-7, 7-6(3), 6-0, 6-2で勝利し、3年連続ベスト4進出。準決勝でディフェンディングチャンピオンのスタン・ワウリンカに対して6-4, 6-2, 4-6, 6-2でクレー初勝利を挙げ、全仏では自身初めて決勝進出を果たした。決勝ではノバク・ジョコビッチと対戦。第1セットを先取するも、6-3, 1-6, 2-6, 4-6で敗れ、初優勝はならなかった。6月にイワン・レンドルを再びコーチとして迎えた。

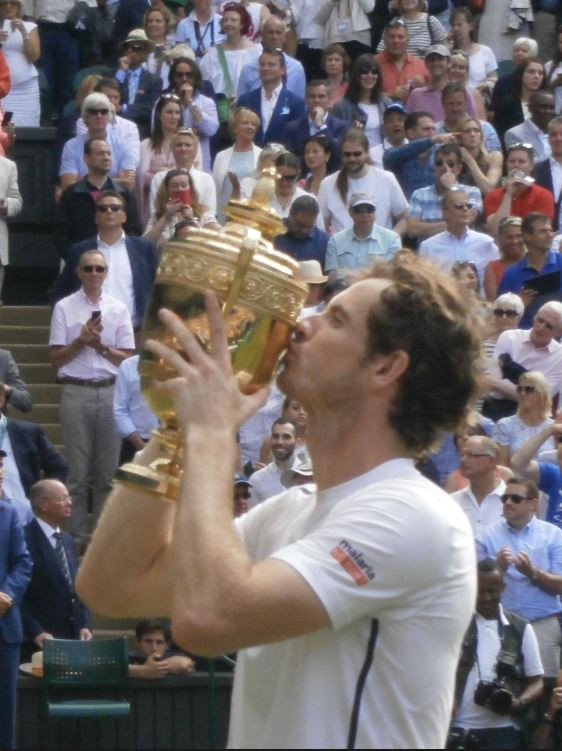
2016年ウィンブルドン選手権優勝時のアンディ・マリー

芝シーズンではエイゴン選手権で優勝。ウィンブルドンでも、準決勝でトマーシュ・ベルディハをストレートで破り、3年ぶりに決勝進出。決勝でラオニッチに6-4, 7-6(3), 7-6(2)で勝利し、3年ぶりのウィンブルドン及びグランドスラム優勝を果たした。
リオ五輪の兄ジェイミーと組んだダブルスでは1回戦で地元のベルッシ/サ組に敗れた。シングルスでは準決勝で錦織圭に6-1, 6-4で勝利し、ロンドン五輪に続き、決勝進出を果たす。決勝でフアン・マルティン・デル・ポトロに7-5, 4-6, 6-2, 7-5で勝利し、男子及びシングルス史上初のオリンピック連覇を果たした。

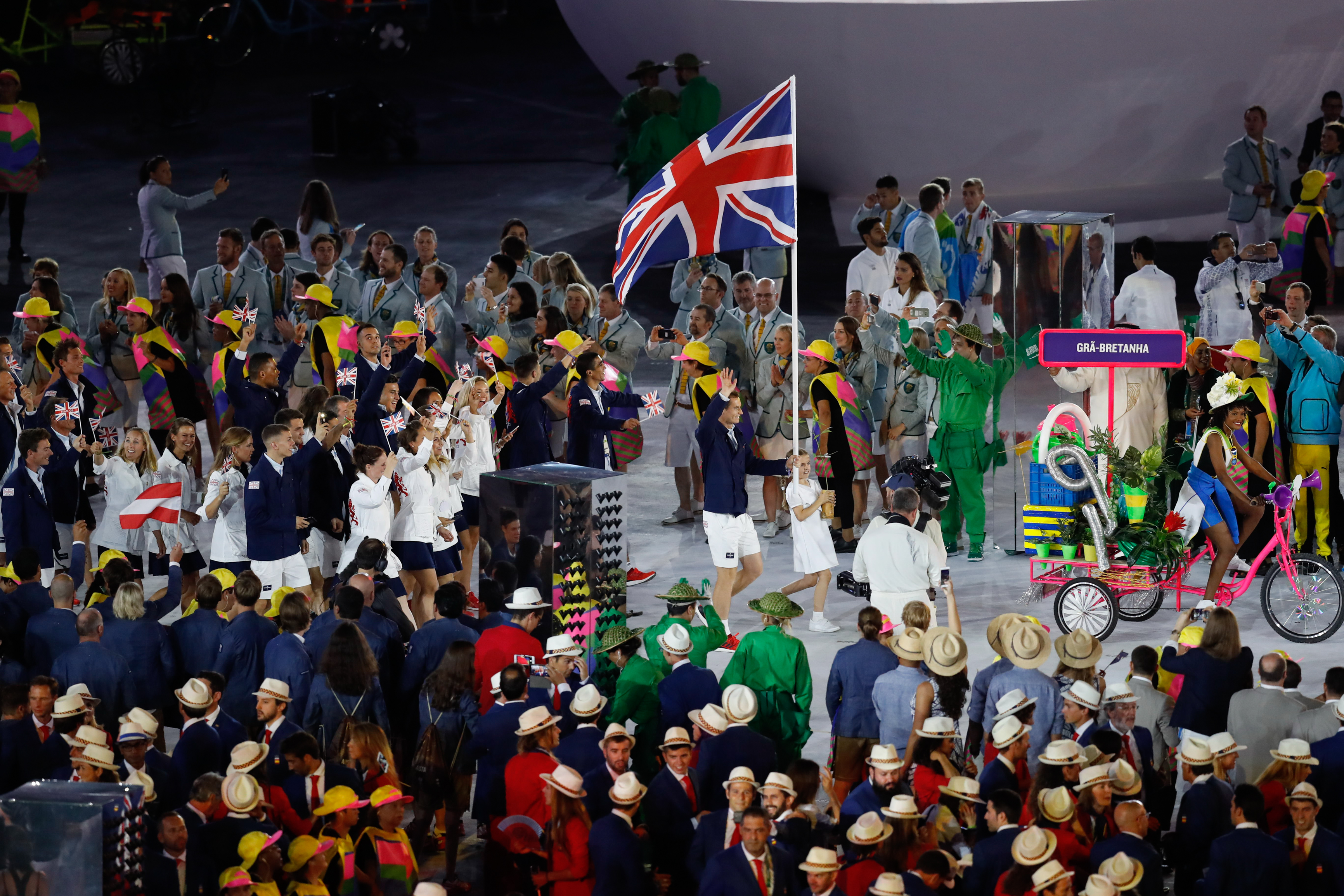
リオデジャネイロ五輪開幕時のアンディ・マリー

シンシナティ・マスターズでは準決勝でラオニッチに勝利し決勝進出。ここまで全仏の決勝で敗れて以降22連勝を果たしていた。決勝ではマリン・チリッチに4-6, 5-7で敗れた。全米オープンでは準々決勝で錦織圭との3時間57分の激闘の末、6-1, 4-6, 6-4, 1-6, 5-7で敗れた。さらにデビスカップ準決勝のアルゼンチン戦でデルポトロに4-6, 7-5, 7-6(5), 3-6, 4-6で敗れ、イギリス代表の2年連続決勝進出はならなかった。

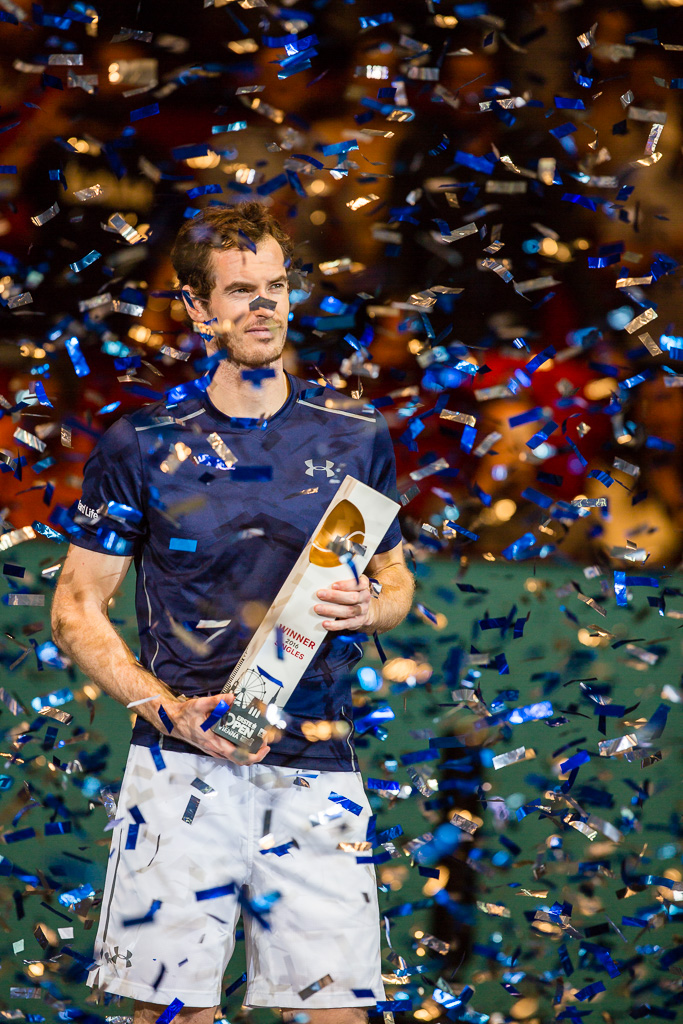
2016年エルステ・バンク・オープンでのアンディ・マリー

その後、チャイナ・オープン、上海マスターズ、エルステ・バンク・オープンで3連勝し、レースランキングで1位のジョコビッチと415ポイント差まで詰める。世界ランク1位をかけ挑んだBNPパリバ・マスターズではジョコビッチが準々決勝で敗れ、マリーは準決勝で相手のラオニッチが棄権したため、悲願の世界ランク1位が確定した。現行の制度になってから世界ランキング1位はイギリス人選手として初の快挙だった。決勝ではジョン・イズナーに6-3, 6-7(4), 6-4で勝利し、4大会連続優勝を果たした。
ATPワールドツアー・ファイナルズでは第2戦で錦織圭に6-7(9), 6-4, 6-4の3時間20分で苦戦させられるも、ラウンドラビンを3連勝で突破。準決勝ではラオニッチと3時間38分の激闘の末5-7, 7-6(5), 7-6(9)で勝利し、自身初のATPワールドツアー・ファイナルズ決勝進出を果たす。決勝では全仏以来のジョコビッチとの対戦で年間最終1位をかけ戦い、6-3, 6-4でこれを制し、ATPワールドツアー・ファイナルズ初優勝を果たすとともに、この年のシーズンを世界ランキング年間最終1位で終えることを確定させ、キャリア史上最も充実した1年に最高の形で花を添えた。

### 2017年 世界1位陥落
これまでの実績と慈善活動を称えられ、ナイト（Knight Bachelor）の称号を授与された。男性では29歳の授与は史上最年少。
年初のカタール・オープンでは決勝でジョコビッチに3-6, 7-5, 4-6で敗れ、デビスカップ2016準決勝からの連勝は28でストップした。全豪オープンでは初めてグランドスラムの第1シードで出場して、2回戦でアンドレイ・ルブレフを6-3, 6-0, 6-2、3回戦でサム・クエリーを6-4, 6-2, 6-4で、それぞれストレートで勝ち上がるも、4回戦でミーシャ・ズベレフに5-7, 7-5, 2-6, 4-6で敗れた。
2月のドバイ・テニス選手権の準々決勝ではフィリップ・コールシュライバーの7回のマッチポイントを守り、6-7(4), 7-6(18), 6-1で勝利した。第2セットのタイブレークの20-18のスコアは史上最高タイで、1991年以来史上6度目である。その後決勝でフェルナンド・ベルダスコに6–3, 6–2で勝利して優勝。3月のBNPパリバ・オープンでは初戦でバセク・ポスピシルに4-6, 6-7(5)で敗れた。
その後マイアミ・オープンは欠場、クレーシーズンではバルセロナ・オープンではベスト4に入ったが、ドミニク・ティエムに準決勝で敗退した。モンテカルロ・マスターズでは3回戦でアルベルト・ラモス＝ビノラスに、ムチュア・マドリード・オープンでは3回戦でボルナ・チョリッチに、BNLイタリア国際では2回戦でファビオ・フォニーニにそれぞれ敗退したが、第1シードで迎えた全仏オープンでは準々決勝で錦織圭を破り、4年連続のベスト4進出を果たしたが、準決勝でワウリンカに7-6(8), 3-6, 7-5, 6-7(3), 1-6のフルセットの熱戦で敗れた。
芝シーズンに入り、エイゴン選手権ではジョーダン・トンプソンに初戦敗退した。ディフェンディングチャンピオンとして臨んだウィンブルドン選手権では準々決勝でサム・クエリーに6-3, 4-6, 7-6(4), 1-6, 1-6で敗れた。その後は数ヶ月前から続く股関節付近の故障によりシーズンを終了し、全米オープンを含む大会を欠場している。8月21日付の世界ランキングで41週在位した1位から陥落。
年末のスコットランドのグラスゴーで開催されたエキシビジョンにロジャー・フェデラーとともに出場。3-6, 6-3, 6-10のフルセットで惜敗した。しかし、試合途中に演出としてキルトをフェデラーとともに羽織って会場を盛り上げてテニスを楽しんでいた。年間最終ランキングは16位。

### 2018年 臀部手術で離脱 世界839位
前年からの怪我の影響でブリスベン国際、更には全豪オープンの欠場を発表。1月8日にメルボルンで故障中の右股関節付近の手術を受け、グラスコートシーズンでの復帰を目標にすると発表した。
6月18日付のATPランキングで157位となり、2008年9月以来の100位圏外となった。同月クイーンズ・クラブ選手権で復帰し、1回戦でニック・キリオスにフルセットで敗れた。その後イーストボーン国際に出場してスタン・ワウリンカに6-1, 6-3で勝利して復帰後初勝利をあげるも、2回戦でカイル・エドマンドに4-6, 4-6で敗れ、更にウィンブルドン選手権は激しい痛みのために棄権した。その結果世界ランキングは839位まで落ちた。

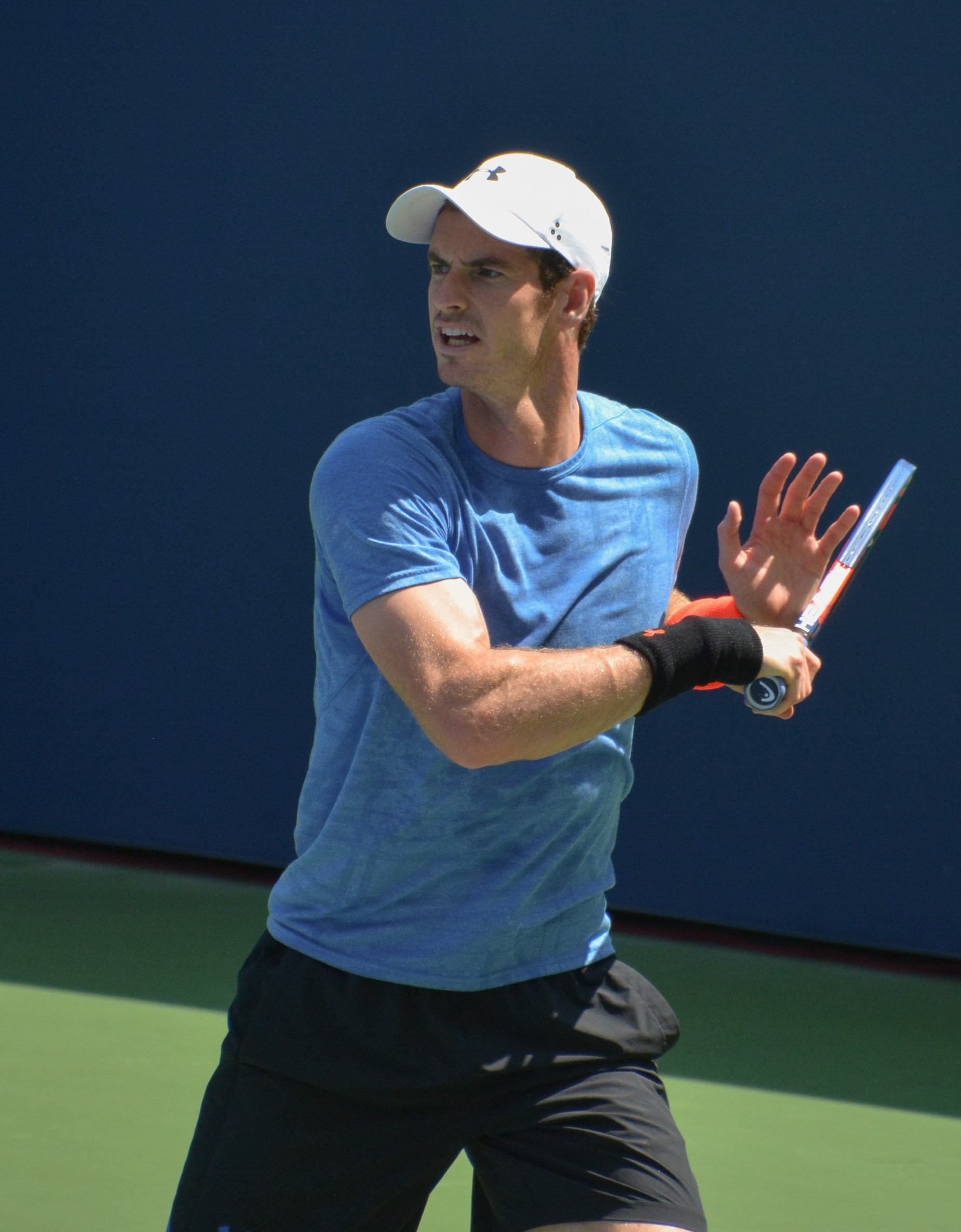
2018年ウエスタン・アンド・サザン・オープンでのアンディ・マリー

8月のシティ・オープンではベスト8入りするも、1回戦から3回戦まで全てフルセットで、特に3回戦は午前3時に終了するほど長引き、疲労困憊で準々決勝は棄権した。ウエスタン・アンド・サザン・オープンは1回戦でリュカ・プイユに敗れた。全米オープンでは1回戦でジェームズ・ダックワースに6-7, 5-7, 6-3, 7-5, 6-3で14ヶ月ぶりにグランドスラムでの勝利をあげるも、2回戦でフェルナンド・ベルダスコに5-7, 6-2, 4-6, 4-6で敗れた。
深圳オープンでは2回戦で世界ランキング11位のダビド・ゴファンに勝利するも、準々決勝でベルダスコに敗れた。9月29日に深圳オープン準々決勝で足首を負傷したとしてチャイナ・オープン欠場を発表し、シーズンを予定より早く打ち切ることが決まった。シーズンでツアー優勝なしに終わったのは2005年以来のことになった。11月にレンドルとのコーチ契約を解消した。12月末に大坂なおみと練習し、ツーショット写真を各自のインスタグラムにあげた。年間最終ランキングは240位。

### 2019年 引退示唆と復帰
年初のブリスベン国際に出場し、1回戦のジェームズ・ダックワースとの復帰戦を6-3, 6-4の白星で飾ったが、2回戦でダニール・メドベージェフに5-7, 2-6敗れた。1月11日、長年悩まされてきた股関節の故障により自由にプレーすることができないことを理由に、今シーズンをもっての現役引退を示唆した。「ウィンブルドンに出場して（選手としてのキャリアを）終わらせたいとチームに伝えた。だけど、それができるかどうか確信はない」と話した。また、アンダーアーマーとの5年間の契約が切れて、新たにCastore (カストレ)とウェア契約を結び、カストレのウェアを身につけて全豪オープンに出場。1回戦でロベルト・バウティスタ・アグートと対戦し、4時間を超える熱戦の末4-6, 4-6, 7-6(5), 7-6(4), 2-6で敗れた。同月29日に自身のSNSで股関節置換手術を受けたことを発表した。その後インタビューで痛みから解放されたと語り、3月末には練習を再開した様子がSNSに投稿された。

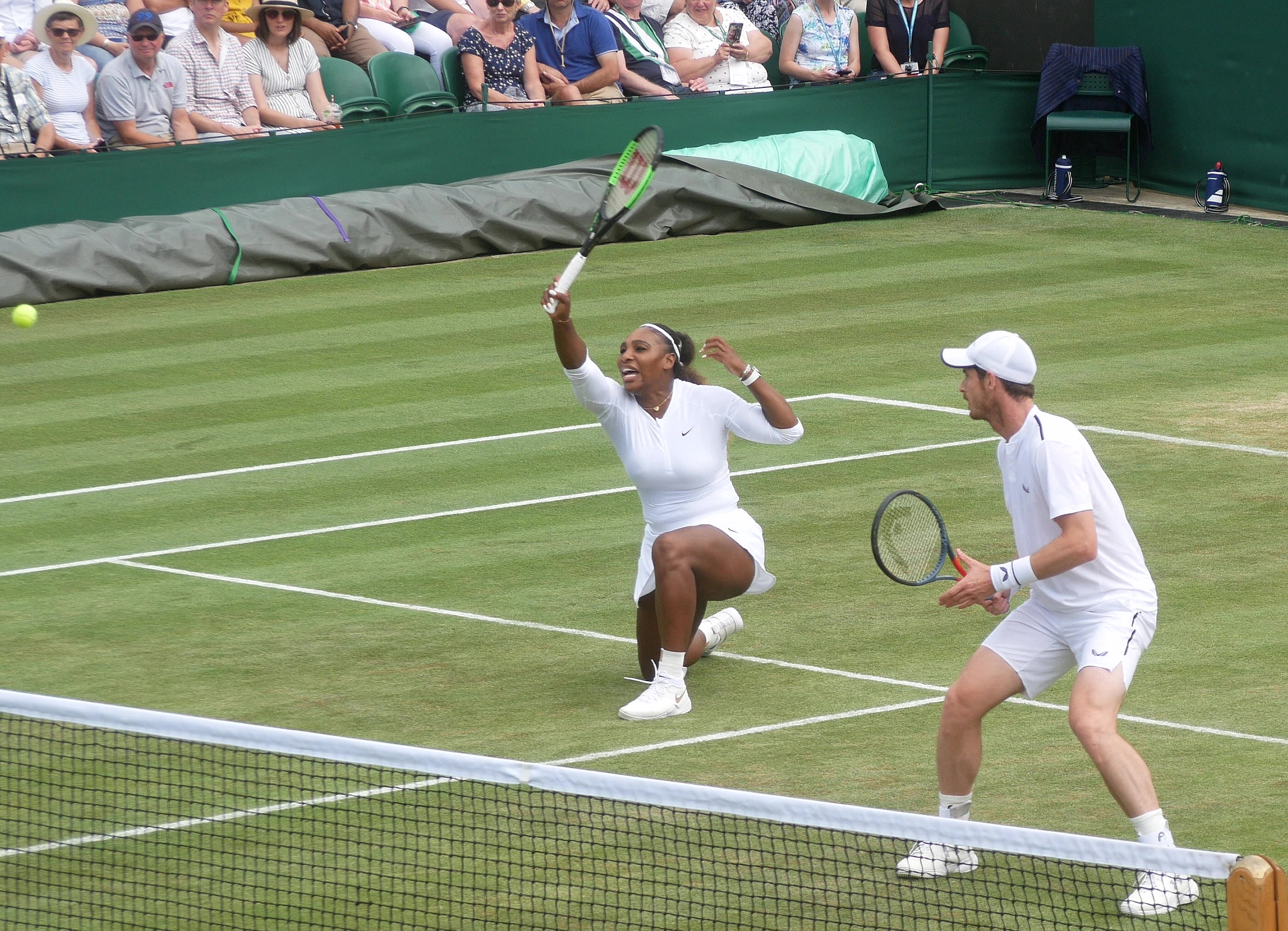
2019年ウィンブルドン選手権混合ダブルスでのアンディ・マリーとセリーナ・ウィリアムズ

6月3日にATP公式サイトで、6月中旬に開催されるクイーンズ・クラブ選手権のダブルスで復帰すると発表した。シングルス復帰は未定だという。迎えたクイーンズ・クラブ選手権のダブルスにフェリシアーノ・ロペスと組んで出場。1回戦でダブルス世界ランキング1位のロベルト・ファラ/フアン・セバスティアン・カバル組を撃破して復帰戦勝利をあげると勝ち進み、決勝ではジョー・ソールズベリー/ラジーブ・ラム組に7-6(6), 5-7, 10-5で勝利し、復帰初戦で優勝を果たした。ウィンブルドン選手権の男子ダブルスにピエール＝ユーグ・エルベールと組んで出場したが、2回戦敗退。ミックスダブルスではセレーナ・ウィリアムズと組んで出場も、3回戦で姿を消している。8月のウエスタン・アンド・サザン・オープンでシングルスに復帰するも、1回戦でリシャール・ガスケに4-6, 4-6で敗れた。
ラファ・ナダル・オープンでは14年ぶりにATPチャレンジャーツアーに参戦し、復帰後シングルス初白星を挙げた。珠海選手権1回戦でテニーズ・サングレンに勝利して、復帰後ツアー初勝利。2回戦でアレックス・デミノーに敗れた。チャイナ・オープンでは1回戦で好調のマッテオ・ベレッティーニ、2回戦でキャメロン・ノーリーを破り、ベスト8入り。準々決勝でドミニク・ティエムに敗れた。上海マスターズでは2回戦でファビオ・フォニーニにフルセットの末に惜敗したが、ヨーロピアン・オープンでは決勝進出すると、決勝ではスタン・ワウリンカを3-6, 6-4, 6-4で破り復帰後初にして2年ぶりのツアー優勝を果たした。パリ・マスターズは第3子出産に備えて欠場し、年間最終ランキングは125位。

### 2020年 コロナ禍での再復帰
昨年11月のデビスカップ後に再び股関節を痛め、全豪オープンを欠場。3月に復帰予定だったが新型コロナウイルス流行の影響でツアーが中断になり、復帰は先送りに。4月にはムチュア・マドリード・オープンがオンラインゲームで開かれ、錦織圭やラファエル・ナダルらとともに参戦し優勝した。6月にはイギリスのトッププロたちが出場するエキシビション大会「バトル・オブ・ブリッツ」に参加した。
8月よりツアーが再開され、復帰戦としてウエスタン・アンド・サザン・オープンに出場。2回戦では第5シードのアレクサンダー・ズベレフに6-3, 3-6, 7-5のフルセットで勝利し、復帰を印象づけた。1年8カ月ぶりのグランドスラムとなる全米オープンでは1回戦で西岡良仁に対して、6-4, 6-4, 6-7(5), 6-7(4), 6-4のフルセットの逆転勝利を収めるも、2回戦でフェリックス・オジェ＝アリアシムに2-6, 3-6, 4-6のストレートで敗れた。全仏オープンは1回戦では第16シードのスタン・ワウリンカに1-6, 3-6, 2-6のストレートで敗北。年間最終ランキングは122位。

### 2021年 東京五輪ダブルスベスト8
全豪オープン出場を予定していたが、メルボルン行きのチャーター便に乗る直前に受けた新型コロナウイルス検査で陽性と判定され、出場困難になったため欠場を判断。その代わりの復帰戦としてイタリアのATPチャレンジャーツアー大会に出場し、準優勝。その後はツアーに復帰し、ウィンブルドン選手権に2017年以来4年ぶりの出場を果たした。3回戦まで進んだ。
2020東京オリンピックではシングルスとダブルスにエントリーしていたが、「メディカルスタッフのアドバイスもあり、（単複の）両方をプレーすることは困難と判断した」と、シングルスの欠場を発表。3連覇の夢は断念した。ジョー・ソールズベリーと組んだダブルスは、1回戦で第2シードのエルベール/マウ組（フランス）を破ったが、次戦で準優勝することになるチリッチ/ドディグ組（クロアチア）に6-4, 6-7(2), [7-10]で惜敗して4度目のオリンピックが幕を閉じた。

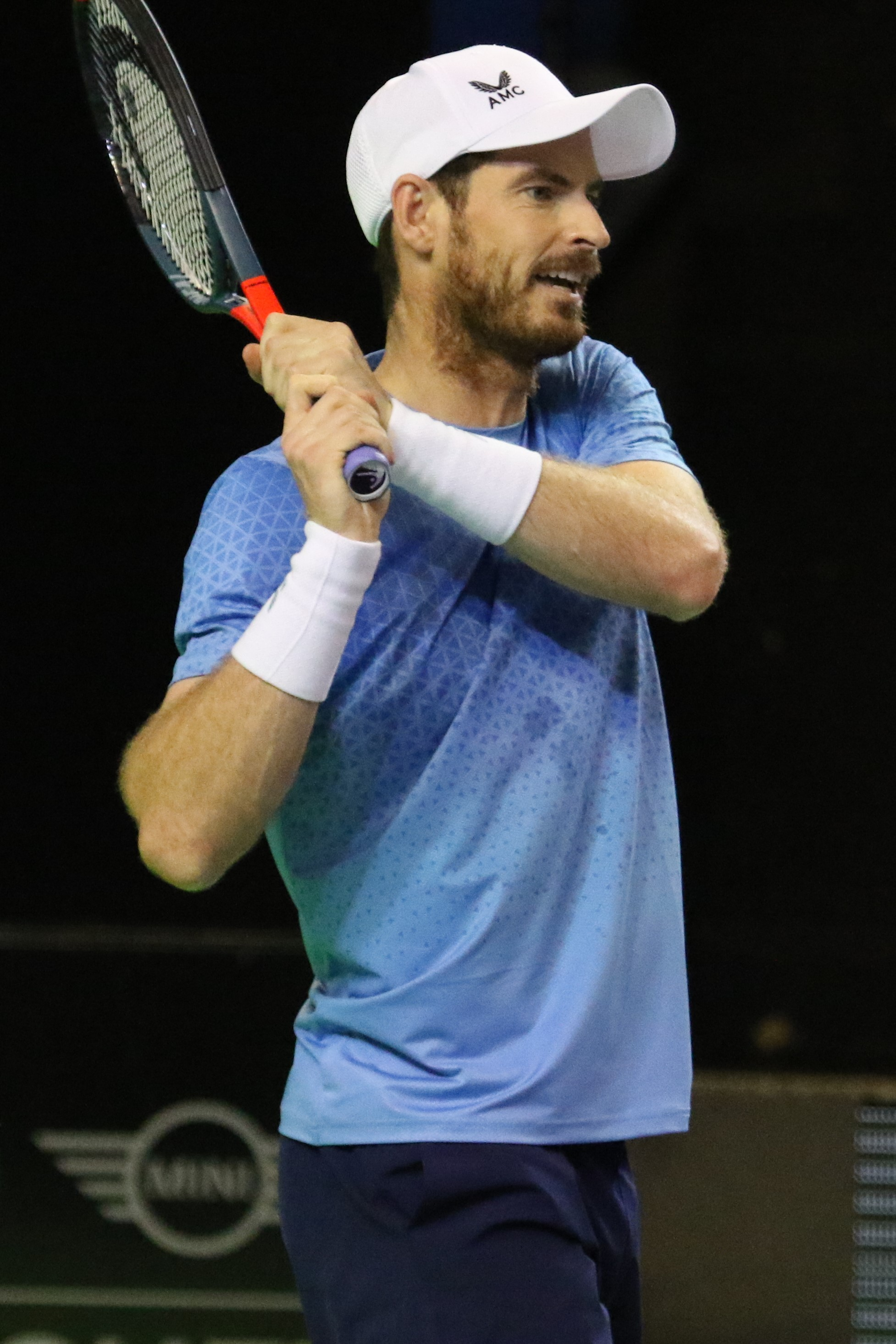
2021年レンヌ・チャレンジャーでのアンディ・マリー

全米オープンでは1回戦で第3シードのステファノス・チチパスに4時間49分に及ぶフルセットの末に6-2, 6-7(7), 6-3, 3-6, 4-6で敗れた。試合中からチチパスの度重なる遅延行為に不満を露わにし、試合後もSNSで怒りを見せた。この件も影響し、翌22年よりトイレットブレークや着替えなどのタイムルールが厳格化された。
2週間後のATPチャレンジャーツアーに出場すると、シーズン閉幕まで毎週試合に出場し、試合勘を取り戻すプロセスを行った。年間最終ランキングは134位。12月に行われたエキシビションマッチ、ムバダラ・ワールド・テニス選手権の準決勝にてラファエル・ナダルと対戦。約5年半ぶりとなったBIG4対決を制し、6-3, 7-5のストレートで勝利した。

### 2022年 ツアー通算700勝
シドニー・テニス・クラシックで、第2シードのニコロズ・バシラシビリらを下し、約2年3か月ぶりのツアー決勝進出。決勝ではアスラン・カラツェフに敗れて準優勝だった。全豪オープン1回戦で第21シードのバシラシビリを1-6, 6-3, 4-6, 6-7(5), 6-4のフルセットの末に再び破るが、2回戦でダニエル太郎に4-6, 4-6, 4-6のストレートで敗れた。2月7日のATPランキングで95位となり、4年ぶりにトップ100にカムバックを果たした。
3月のBNPパリバ・オープン1回戦でダニエル太郎に勝ち、キャリア通算700勝に到達した。現役選手ではBIG4 (テニス) の他3人に次ぎ、2016年の600勝から5年半の年月をかけて挙げた成果である。クレーシーズンはムチュア・マドリード・オープンのみ出場して、2回戦で第14シードのデニス・シャポバロフを破り、次戦はノバク・ジョコビッチが相手となった。しかし、食中毒で棄権し、5年ぶりの対戦は実現しなかった。
芝シーズンになり、6月のATPチャレンジャーツアーであるエイゴン・サービトン・トロフィーではベスト4入り。シュトゥットガルト・オープンでは準々決勝で第1シードのステファノス・チチパスを、準決勝でニック・キリオスをストレートで破り、決勝進出。決勝ではマッテオ・ベレッティーニに4-6, 7-5, 3-6のフルセットで敗れて準優勝だったが、世界ランキング47位に浮上。トップ50位入りまで復帰を遂げた。9月にはレーバーカップに初出場し、フェデラーの最終戦を他のBIG4とともに見届けた。

### 2023年 チャレンジャー3勝
1月、全豪オープンでは1回戦13シードのマッテオ・ベレッティーニと対戦し、4時間49分もの大熱戦の末にフルセットで初戦突破。この勝利が、史上5人目となる全豪オープンでの50勝目（フェデラー102勝、ジョコビッチ82勝、ナダル77勝、ステファン・エドベリ56勝）となった。さらに、2回戦のタナシ・コッキナキス戦では1回戦を上回り自身最長となる5時間45分もの死闘の末、自身11度目となる2セットダウンからの4-6, 6-7(4), 7-6(5), 6-3, 7-5の逆転勝利を挙げた。3回戦で第24シードのロベルト・バウティスタ・アグートに敗れた。2月、カタール・エクソンモービル・オープンで準優勝。

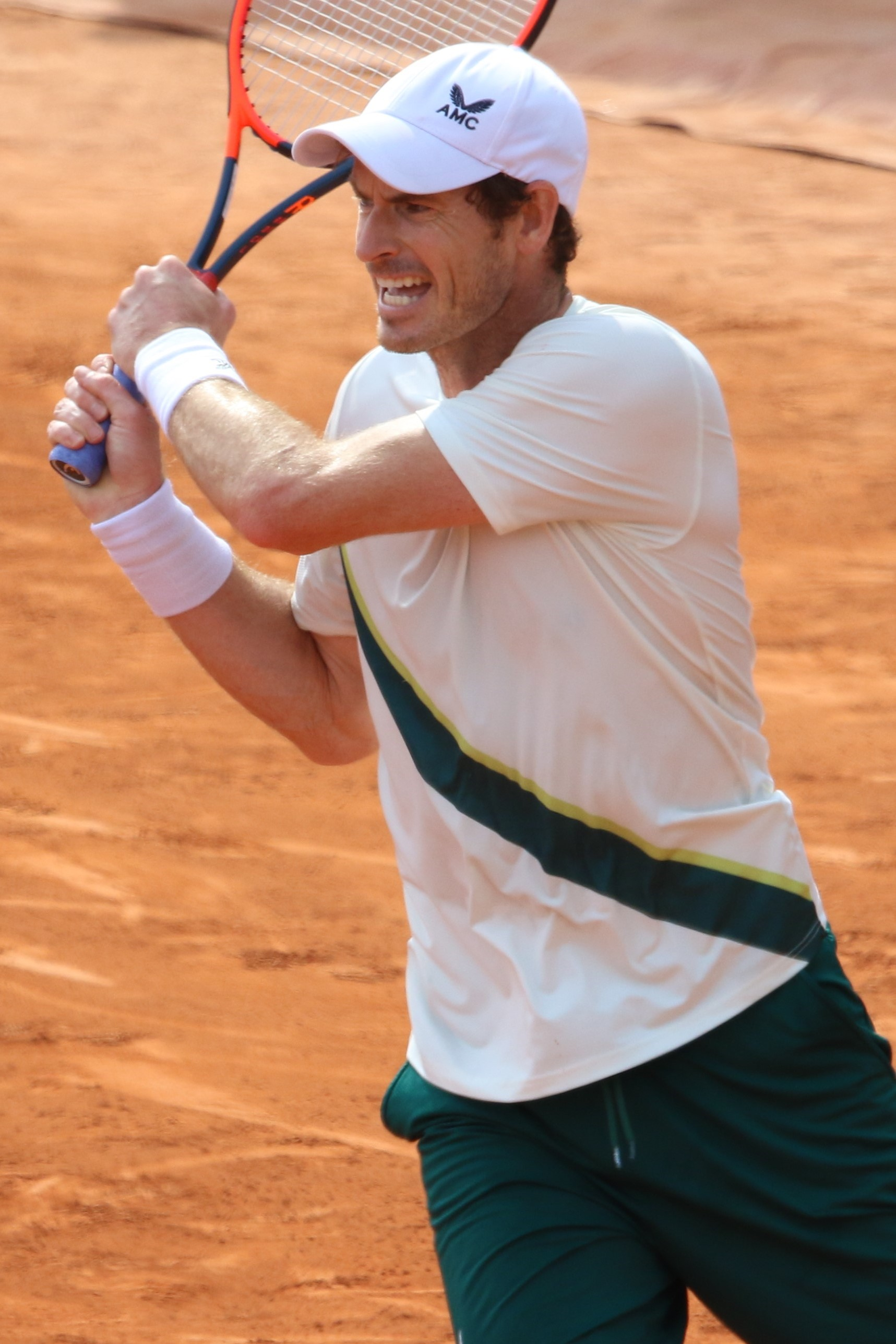
2023年モンテカルロ・マスターズでのアンディ・マリー

3月、マイアミ・オープンからは3大会連続初戦敗退に終わったが、5月のエクス＝アン＝プロヴァンス・チャレンジャーに出場すると、決勝でトミー・ポールを2-6, 6-1, 6-2のフルセットで下し、2005年以来18年ぶりに3度目のATPチャレンジャーツアー優勝を果たした。全仏オープンはスキップした後、6月、母国開催の芝のチャレンジャーで2連勝した。
7月、ウィンブルドン選手権と全米オープンでは2回戦敗退。

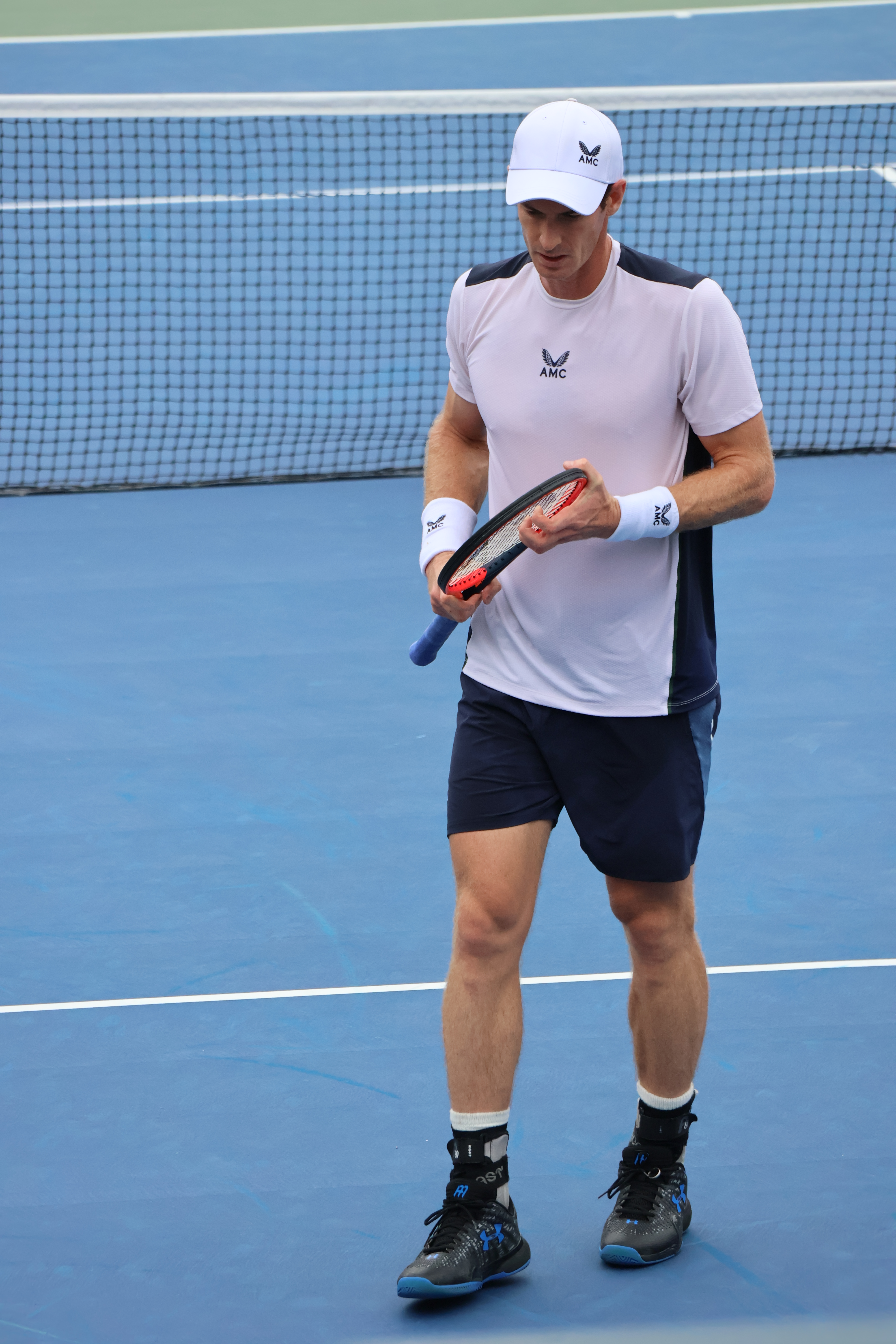
2023年全米オープンでのアンディ・マリー

### 2024年 キャリア1000試合達成 そして引退、セカンドキャリアへ
昨年9月以降、大会で3回戦以降に進めずにいる中、ブリスベン国際および全豪オープンで初戦敗退。試合後の記者会見で近いうちに現役引退の示唆すると、2月のドバイ・テニス選手権の2回戦敗退後には、「今夏以降はプレーしない可能性が高い」と述べた。なお、この大会の1回戦ではデニス・シャポバロフに勝利し、史上5人目となるハードコート通算500勝を挙げた。3月のマイアミ・オープンでは久しぶりの3回戦進出となったが、3回戦で靭帯を損傷した。5月に復帰後、全仏オープンでは1回戦敗退。クイーンズ・クラブ選手権の1回戦でキャリア1000試合目に到達し、アレクセイ・ポピリンを破り勝利で飾った。この勝利がキャリアにおいてシングルス最後の白星となった。2回戦を腰の負傷で途中棄権し、手術を受けた。
ウィンブルドン選手権には兄のジェイミー・マレーと組んでダブルスのみ出場して、1回戦を6-7(6), 4-6のストレートで敗れ、初戦敗退となった。試合後にセレモニーが開かれ、「やめたくないからつらい」と語り、涙を見せた。
7月23日、自身のSNSを通じ、パリ五輪を最後に引退することを発表した。パリ五輪もダニエル・エバンスと組むダブルスのみの出場となった。1回戦で錦織圭/ダニエル太郎組を2-6, 7-6(5), 11-9のタイブレークの末に破ると、2回戦もベルギー組のサンダー・ジレ/ヨラン・フリーゲン組を6-3, 6-7(8), 11-9のタイブレークで勝利し、ベスト8入り。準々決勝でトミー・ポール/テイラー・フリッツ組に2-6, 4-6のストレートで敗れ、キャリアに幕を下ろした。

11月、ノバク・ジョコビッチのコーチを務めることを発表した。

## プレースタイル
ミスの少ないグランドストローク、予測・反応に長けた守備と攻撃に切り替えるスピードが武器のカウンターパンチャー。その迅速かつ的確な守備により守備位置からウィニングショットを打つことができる。彼のプレイはミロスラフ・メチージュに通じると言われている。
ダイナミックなストローク、両手バックハンドは最高レベルの1人。ティム・ヘンマンはマリーはレイトン・ヒューイットに次ぐ最高のロブを持っていると述べている。リターナーとしても優秀で予測能力とリーチの長さでサービスエースを阻止できる。またマリーはもっともインテリジェントな戦術家の1人として知られている。
プレー中の気持ちの入れ様や、引退が確実視されるほどの故障をしながらテニス選手であり続けることをあきらめない姿勢は、他選手から敬意を示されている。
肉体維持のため、試合後1時間以内にプレーで失われた炭水化物とタンパク質の補給に寿司を食べている。

## 人物
8歳のときに通っていた小学校で、児童16人と教員1人が射殺されたダンブレーン事件に遭遇。マリーはクラスメートと一緒に現場となった体育館へ向かう途中だったが、教師の指示で校長室の窓の下に隠れ、兄のジェイミーも別の教室に隠れて難を逃れた。マリーは犯人が運営する学童クラブに通っており、知り合いだった。事件の後、両親の離婚や兄との別れ等家庭でもつらい出来事が続いたため呼吸困難や不安障害に苦しんだが、その中でテニスが逃げ場所になったと話している。
2015年に、選手からコーチに転向したナイジェル・シアーズの娘、キム・シアーズと9年間の交際期間を経て結婚。2021年3月には4人目の子供が誕生した。2009年にマリーがPS3の「Call of Duty: Modern Warfare 2」に夢中になり、毎日7時間もプレーしていたことでキムの怒りを買い、一度破局している。

## 国民意識
イギリスには難しい民族の問題が数多くある。その1つに、スコットランド人とイングランド人の間の敵対感情があり、迫害された歴史からスコットランド人のなかには自らをイギリス人と思わない人々も存在する。1936年以来76年ぶりのイギリス人としての優勝が期待された2012年ウィンブルドン選手権の決勝では、会場にユニオン・ジャックに負けない数のセント・アンドリュー・クロス旗が翻った。
しかし、マリーは自身を「スコットランド人であるけれども、イギリス人でもある（Scottish, but also British.）」と認識している。BBCのインタビューでは、「もともと私の家はニューカッスルから移ってきた一家で、自分は4分の1イングランドの血が入っています。それにコーチはスコットランド人だけれど、ガールフレンドはイングランド人なんですよ」と答えている。
2014年9月18日に行われるスコットランド独立住民投票について「スコットランドにとって大いなる日です。結果にわくわくしています。決行しましょうよ。」と賛成票を当日ツイッターで呼びかけた（マリー自身は投票時点ではロンドン近郊に在住しており、投票権を持たない）。

## 記録
※オープン化以降
29歳で初めての世界ランク1位
ATPランキングではジョン・ニューカムの30歳に次いで2番目に年長。
オリンピック金メダルと全米オープン優勝の2冠
2012年に記録。史上初にして唯一。
ウィンブルドン選手権とオリンピック金メダルの2冠
2016年に記録。ラファエル・ナダルに次いで史上2人目。
オリンピック金メダルと年最終戦優勝の2冠
2016年に記録。史上初にして唯一。キャリアで達成した選手も他にアンドレ・アガシのみ。
オリンピック1大会でメダル獲得「2個」
マイク・ブライアンら6人とタイ記録。
オリンピック「2連覇」、および優勝「2回」
ロンドンオリンピックとリオデジャネイロオリンピックで達成。シングルスでは男女通じて史上唯一。
全部門では他に女子ダブルスのジジ・フェルナンデス/メアリー・ジョー・フェルナンデス組とビーナス・ウィリアムズ/セリーナ・ウィリアムズ組。
全豪オープン最多準優勝「5回」
2010–2016　最多記録。
グランドスラム準決勝連続進出記録「5」
2011年全豪–12全豪 歴代5位タイ記録
グランドスラム ベスト8連続進出記録「9」
2011年全豪-2013年全豪。歴代7位記録。
また、2013年全仏を挟んで2013ウィンブルドンからも記録を更新しておりこちらは現在歴代8位タイ記録。
年間で4大大会全ての準決勝に進出
2011年に記録。史上6人目
上海マスターズ決勝進出「4回」
ノバク・ジョコビッチとタイ記録。
上海マスターズ「2連覇」
ノバク・ジョコビッチとタイ記録。
上海マスターズ決勝進出「3連続」
6–0, 6–0, 6–0で勝利
デビスカップ2011ルクセンブルク戦、対ローラン・ブラン戦。ステファン・エドベリら9人も記録。
タイブレーク史上最高スコアタイ 20-18
2017年ドバイ・テニス選手権準々決勝、対フィリップ・コールシュライバー戦第2セット。1991年以来6度目。
デビスカップ出場全試合勝利（シングルス8勝、ダブルス3勝）
デビスカップ2015で記録。シングルス8勝は1982年のジョン・マッケンロー、1983年のマッツ・ビランデルに次いで3人目。計11勝は1982年のマッケンローの12勝に次いで2番目。

## 4大大会優勝
- ウィンブルドン選手権：2勝（2013, 16年）
- 全米オープン：1勝（2012年）

| 年     | 大会           | 対戦相手             | 試合結果                |
| ------ | -------------- | -------------------- | ----------------------- |
| 2012年 | 全米オープン   | ノバク・ジョコビッチ | 7-6, 7-5, 2-6, 3-6, 6-2 |
| 2013年 | ウィンブルドン | ノバク・ジョコビッチ | 6-4, 7-5, 6-4           |
| 2016年 | ウィンブルドン | ミロシュ・ラオニッチ | 6-4, 7-6, 7-6           |

## 成績
略語の説明
| W | F | SF | QF | #R | RR | Q# | LQ | A | Z# | PO | G | S | B | NMS | P | NH |

W=優勝, F=準優勝, SF=ベスト4, QF=ベスト8, #R=#回戦敗退, RR=ラウンドロビン敗退, Q#=予選#回戦敗退, LQ=予選敗退, A=大会不参加, Z#=デビスカップ/BJKカップ地域ゾーン, PO=デビスカップ/BJKカッププレーオフ, G=オリンピック金メダル, S=オリンピック銀メダル, B=オリンピック銅メダル, NMS=マスターズシリーズから降格, P=開催延期, NH=開催なし.

### グランドスラム
| 大会           | 2005 | 2006 | 2007 | 2008 | 2009 | 2010 | 2011 | 2012 | 2013 | 2014 | 2015 | 2016 | 2017 | 2018 | 2019 | 2020 | 2021 | 2022 | 2023 | 2024 | 通算成績 |
| -------------- | ---- | ---- | ---- | ---- | ---- | ---- | ---- | ---- | ---- | ---- | ---- | ---- | ---- | ---- | ---- | ---- | ---- | ---- | ---- | ---- | -------- |
| 全豪オープン   | A    | 1R   | 4R   | 1R   | 4R   | F    | F    | SF   | F    | QF   | F    | F    | 4R   | A    | 1R   | A    | A    | 2R   | 3R   | 1R   | 51–16    |
| 全仏オープン   | A    | 1R   | A    | 3R   | QF   | 4R   | SF   | QF   | A    | SF   | SF   | F    | SF   | A    | A    | 1R   | A    | A    | A    | 1R   | 39–12    |
| ウィンブルドン | 3R   | 4R   | A    | QF   | SF   | SF   | SF   | F    | W    | QF   | SF   | W    | QF   | A    | A    | NH   | 3R   | 2R   | 2R   | A    | 61–13    |
| 全米オープン   | 2R   | 4R   | 3R   | F    | 4R   | 3R   | SF   | W    | QF   | QF   | 4R   | QF   | A    | 2R   | A    | 2R   | 1R   | 3R   | 2R   | A    | 48–15    |
| 合計           | 3-2  | 6-4  | 5-2  | 12-4 | 15-4 | 16-4 | 21-4 | 22-3 | 17-2 | 17-4 | 19-4 | 23-3 | 12-3 | 1-1  | 0-1  | 1-2  | 2-2  | 4-3  | 4-3  | 0-2  | 200–57   |

### 大会最高成績
| 大会                 | 成績 | 年               |
| -------------------- | ---- | ---------------- |
| ATPファイナルズ      | W    | 2016             |
| インディアンウェルズ | F    | 2009             |
| マイアミ             | W    | 2009, 2013       |
| モンテカルロ         | SF   | 2009, 2011, 2016 |
| マドリード           | W    | 2008, 2015       |
| ローマ               | W    | 2016             |
| カナダ               | W    | 2009, 2010, 2015 |
| シンシナティ         | W    | 2008, 2011       |
| 上海                 | W    | 2010, 2011, 2016 |
| パリ                 | W    | 2016             |
| オリンピック         | G    | 2012, 2016       |
| デビスカップ         | W    | 2015             |

### 世界ランキング
|      | 2005 | 2006 | 2007 | 2008 | 2009 | 2010 | 2011 | 2012 | 2013 | 2014 | 2015 | 2016 | 2017 | 2018 | 2019 | 2020 | 2021 | 2022 | 2023 |
| ---- | ---- | ---- | ---- | ---- | ---- | ---- | ---- | ---- | ---- | ---- | ---- | ---- | ---- | ---- | ---- | ---- | ---- | ---- | ---- |
| 順位 | 65   | 17   | 11   | 4    | 4    | 4    | 4    | 3    | 4    | 6    | 2    | 1    | 16   | 240  | 125  | 122  | 134  | 49   | 42   |